# Судостроительная промышленность КНР

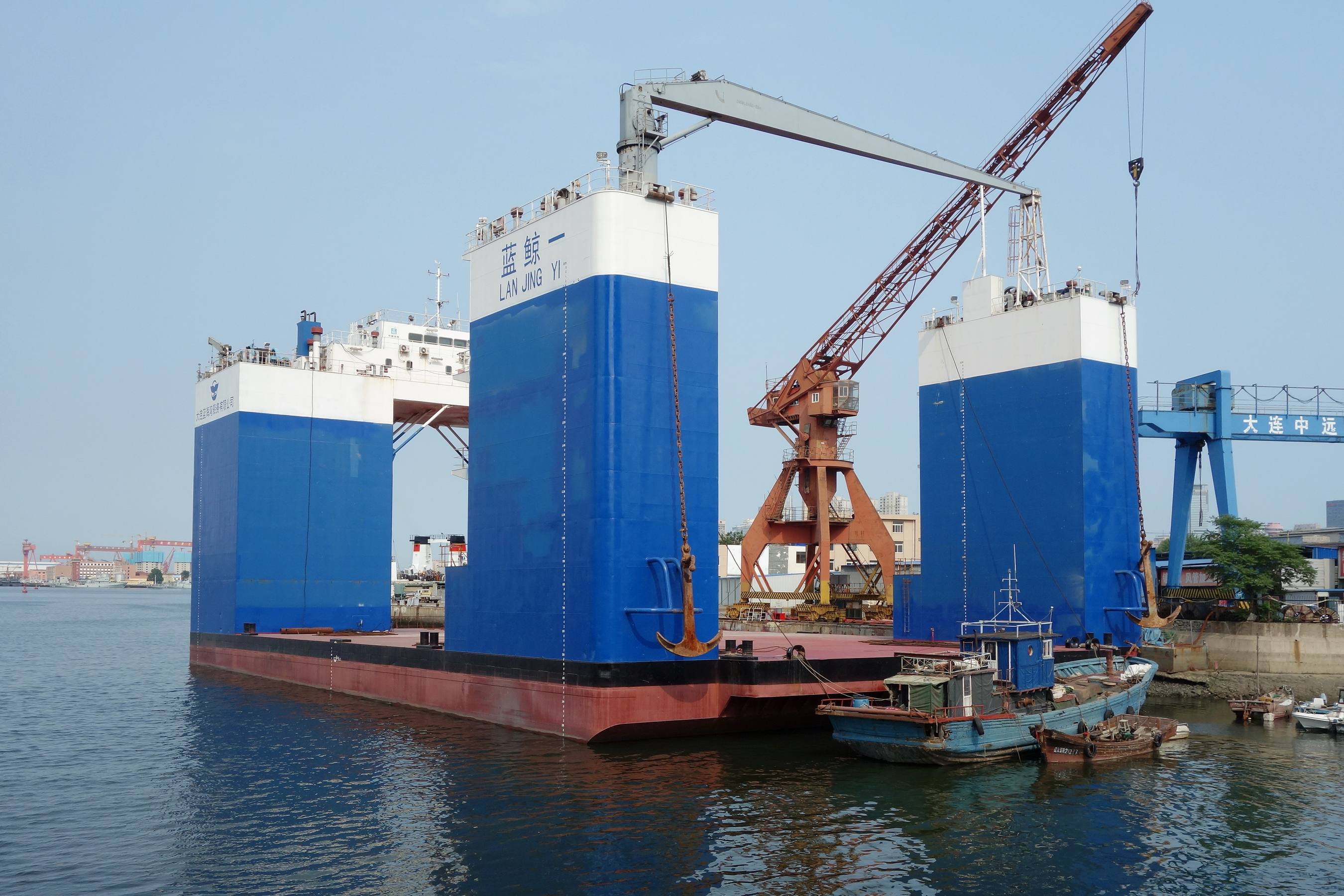
Судостроительная верфь в Даляне

Судостроительная промышленность КНР — отрасль экономики Китая, которая занимается проектированием и строительством морских и речных судов гражданского и военного назначения, а также различных нефтяных и газовых платформ, плавучих доков и кранов. Кроме того, в состав судостроительной промышленности входят предприятия по судоремонту и утилизации кораблей, а также предприятия, выпускающие судовые двигатели, навигационное и другое судовое оборудование. Судостроительная промышленность является важной составляющей обрабатывающей промышленности и одной из ключевых отраслей китайского транспортного машиностроения.
В 2010 году Китай стал крупнейшей судостроительной державой планеты, обогнав Южную Корею и Японию. В 2021 году оборот судостроительной промышленности Китая составил 45,5 млрд долларов, в отрасли было занято около 270 тыс. человек. 

## Общие сведения

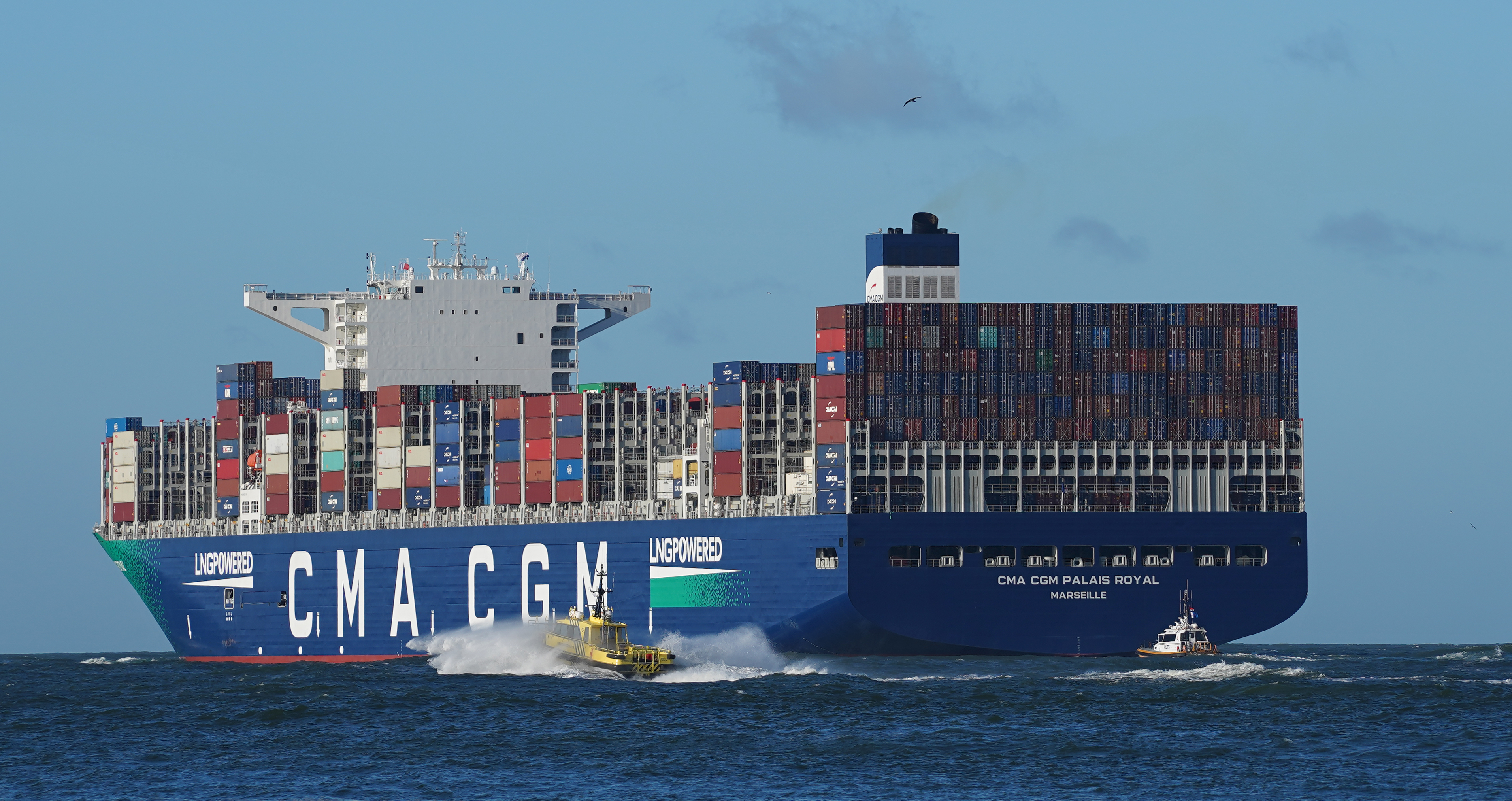
Контейнеровоз CMA CGM Palais Royal, построенный в 2020 году на верфи Jiangnan Shipyard в Шанхае

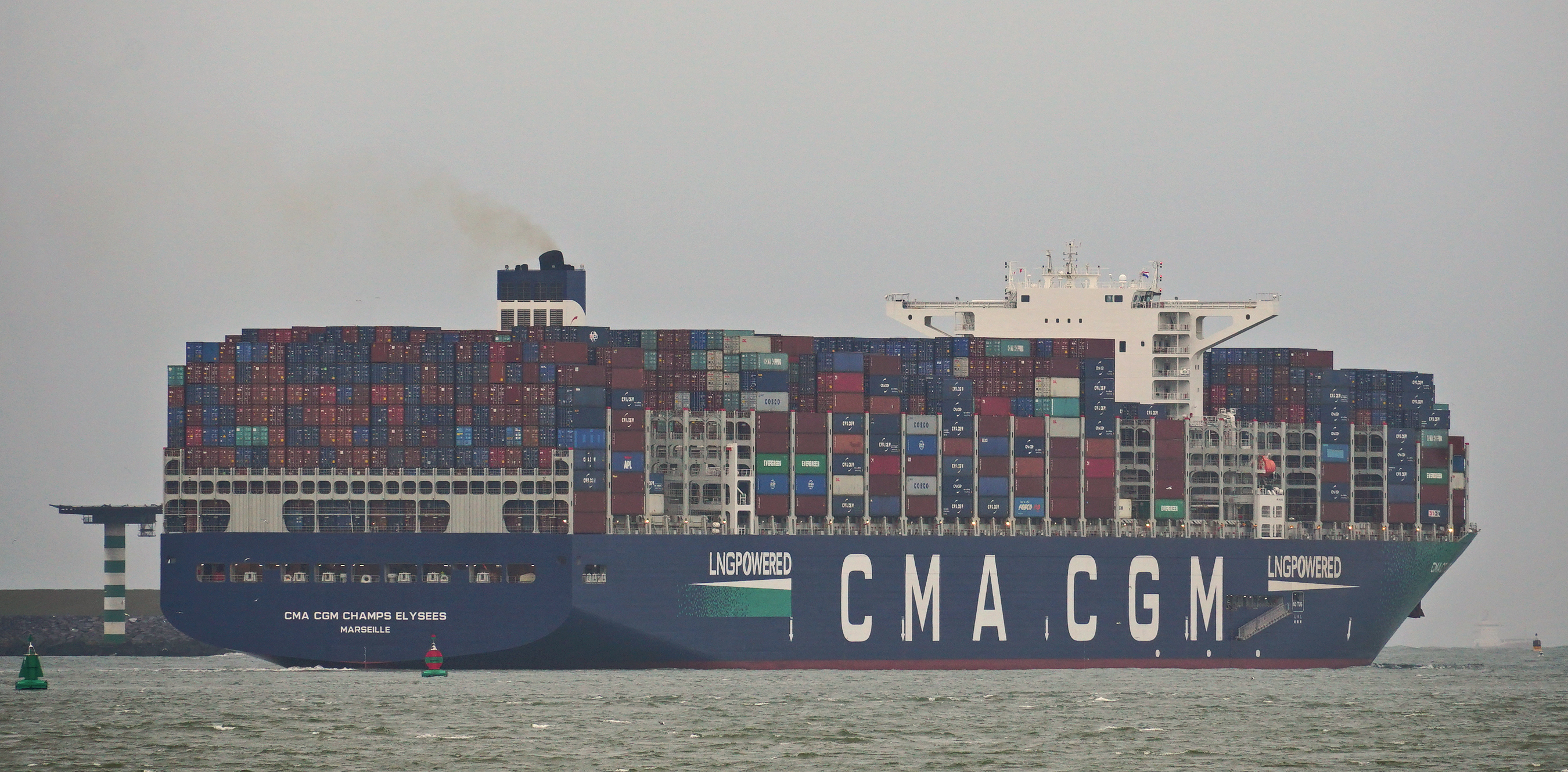
Контейнеровоз CMA CGM Champs Elysee, построенный в 2020 году на верфи Hudong Zhonghua в Шанхае

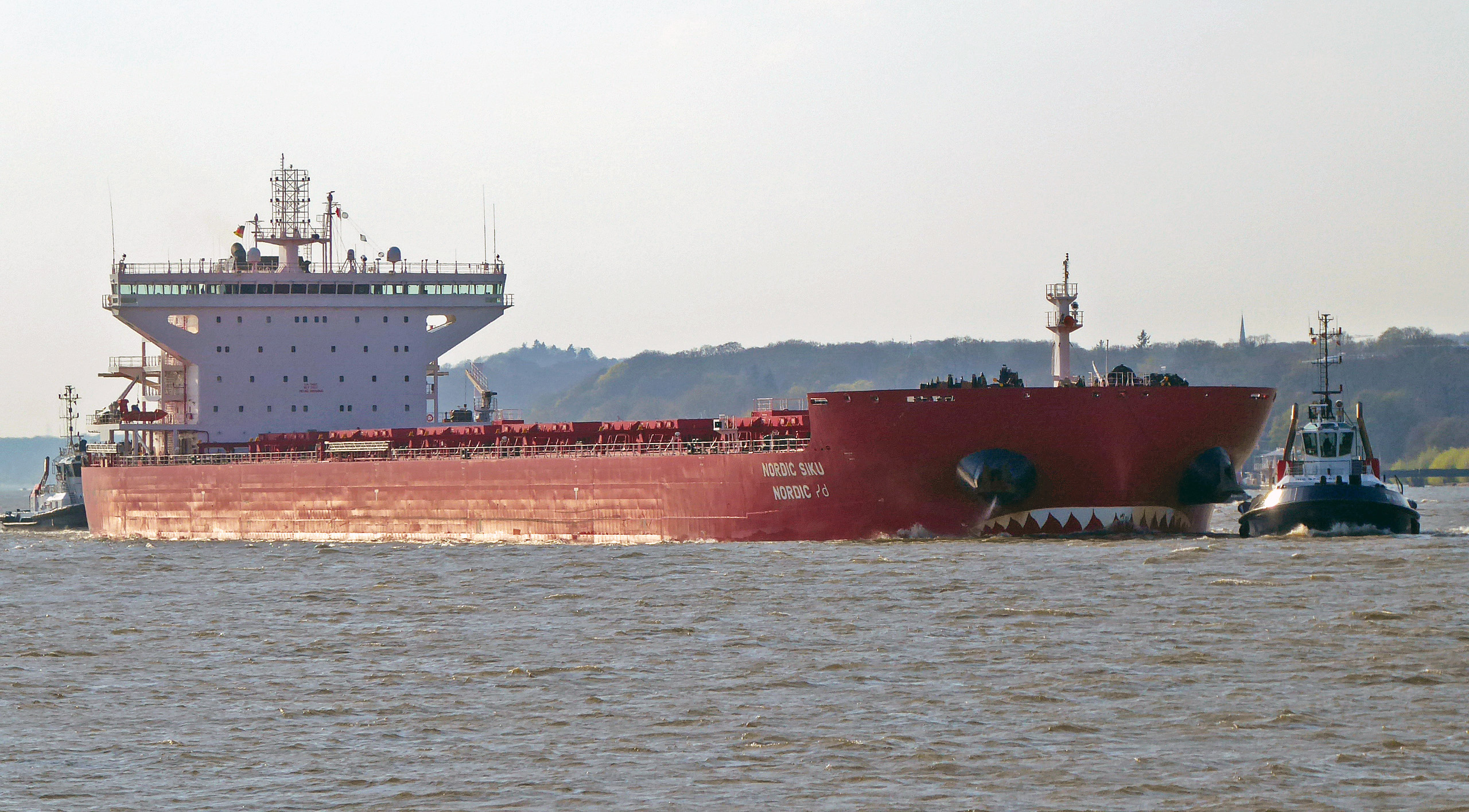
Балкер Nordic Siku, построенный в 2021 году на верфи Guangzhou Shipyard International

Судостроительная промышленность Китая занимает первое место в мире как по объёму выполненных судостроительных работ, так и по количеству новых и выполняемых заказов на строительство судов. По итогам 2020 года тоннаж построенных Китаем судов увеличился на 4,9 % в годовом исчислении и достиг 38,53 млн дедвейт-тонн, что составило 43,1 % от общего тоннажа судов, построенных в мире. Объём новых заказов сократился на 0,5 % в годовом исчислении, составив 28,93 млн дедвейт-тонн, или 48,8 % от совокупного показателя глобального рынка. Объём поточных заказов уменьшился на 12,9 % по сравнению с предыдущим годом и составил 71,11 млн дедвейт-тонн, или 44,7 % мирового рынка. В 2020 году 5 судостроительных компаний Китая оказались в первой мировой десятке по тоннажу завершенных судов, 6 попали в мировой топ-10 по объему новых заказов. 
По итогам 2022 года объём выполненных работ судостроительной промышленности Китая достиг 37,86 млн дедвейт-тонн (47,3 % от общего объема мирового судостроительного рынка); объём принятых китайскими верфями новых заказов достиг 45,52 млн дедвейт-тонн (55,2 % на глобальном рынке), объём выполняемых заказов — 105,57 млн дедвейт-тонн (49 % на глобальном рынке). По вышеуказанным показателям шесть китайских судостроительных предприятий в 2022 году вошли в 10-ку мировых лидеров.
В первой половине 2023 года в Китае было завершено строительство судов общим тоннажем 21,13 млн дедвейт-тонн, что на 14,2 % больше в годовом исчислении и составило 49,6 % от общемирового объема. Объем новых заказов, полученных китайскими судостроителями, вырос на 67,7 % в годовом исчислении до 37,67 млн дедвейт-тонн, что составило 72,6 % от общего объема всех новых заказов в мире. По состоянию на конец июня 2023 года объем текущих заказов в отрасли достиг 123,77 млн дедвейт-тонн, увеличившись на 20,5 % в годовом выражении; на долю Китая пришлось 53,2 % от общемирового показателя текущих заказов.
По итогам 2023 года Китай завершил строительство судов суммарным дедвейтом 42,32 млн тонн, что на 11,8 % больше, чем в 2022 году, и составило 50,2 % от всех построенных в мире судов; количество принятых китайскими верфями новых заказов выросло на 56,4 % в годовом исчислении до 71,2 млн дедвейт-тонн, что составило 66,6 % от общего объёма новых заказов в мире. По состоянию на конец декабря 2023 года общий объем выполняемых китайскими верфями заказов составил 139,39 млн дедвейт-тонн, увеличившись на 32 % в годовом исчислении (на долю Китая пришлось 55 % от общемирового показателя).    
Среди основных заказчиков судостроительных предприятий Китая выделяются международные судоходные компании, владеющие крупнейшими флотами контейнеровозов, балкеров, газовых и нефтяных танкеров, ролкеров и рефрижераторов. В число этих компаний входят Mediterranean Shipping Company (MSC), A.P. Moller-Maersk Group (Maersk), CMA CGM Group, China COSCO Shipping, OOCL, Vale и P&O Ferries.

## Крупнейшие компании
Тремя крупнейшими судостроительными группами Китая являются государственные компании China State Shipbuilding Corporation (CSSC), China COSCO Shipping (включая дочернюю COSCO Shipping Heavy Industry) и China Merchants Group (включая её дочерние структуры China Merchants Heavy Industry, China International Marine Containers и Sinotrans).
Среди других китайских компаний выделяются Jiangsu Xing Chang Jiang Group (владеет Zhoushan Changhong International Shipyard и Zhejiang Ouhua Shipbuilding), Fujian Shipbuilding Industry Group (владеет Fujian Mawei Shipbuilding) и China International Marine Containers (владеет Yantai CIMC Raffles Shipyard). Крупнейшими иностранными судостроительными компаниями, работающими в Китае, являются сингапурские Keppel Offshore & Marine (владеет Keppel Nantong Shipyard), Kuok Group (владеет PaxOcean Engineering Zhoushan и PaxOcean Engineering Zhuhai) и Singa Star (владеет Zhoushan Nanyang Star Shipbuilding); японская Kawasaki Heavy Industries (владеет Nantong COSCO KHI Ship Engineering и Dalian COSCO KHI Ship Engineering); нидерландская Damen Shipyards Group (владеет Damen Shipyards Changde).

## Продукция

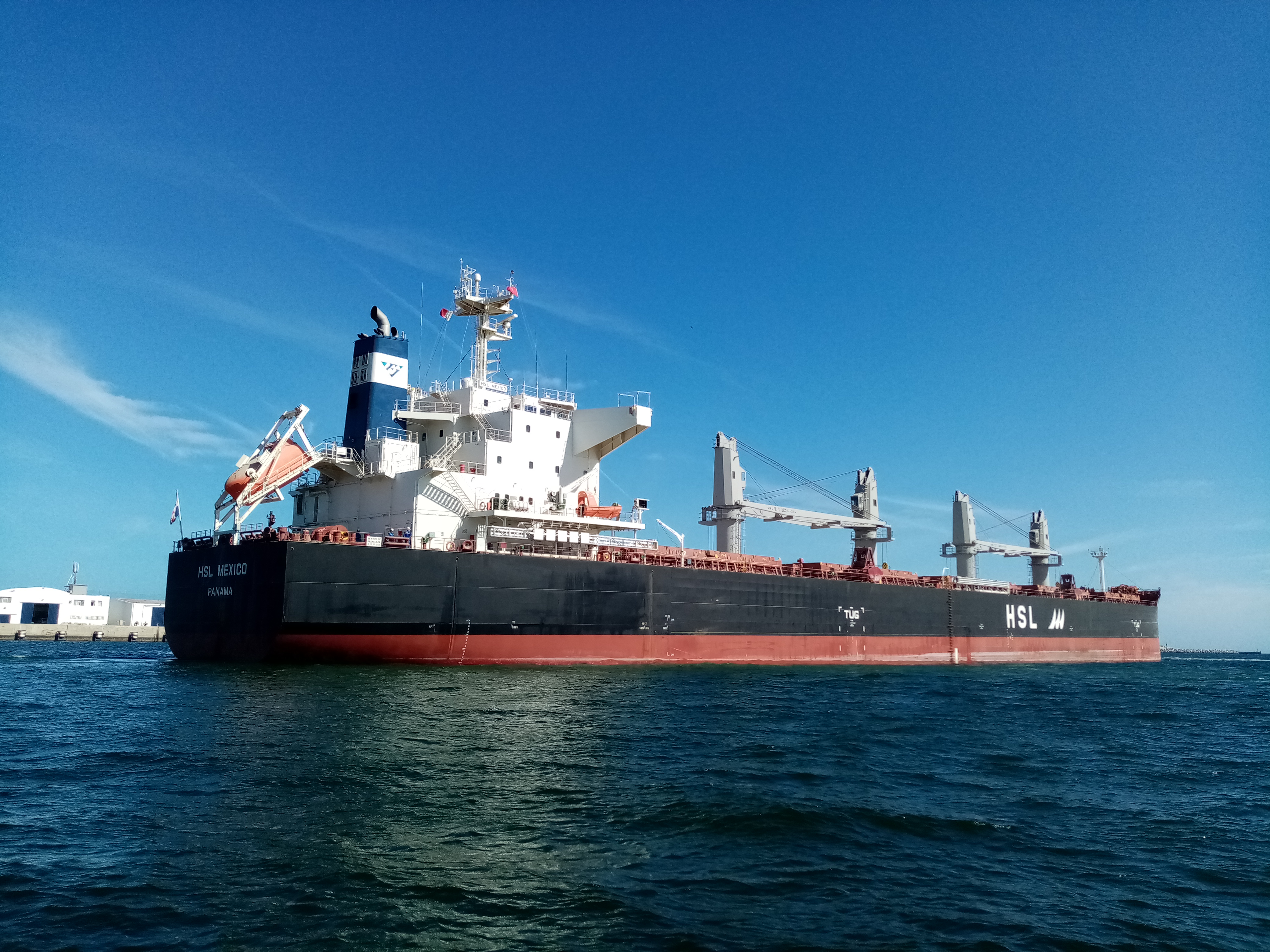
Балкер HSL Mexico, построенный в 2020 году на верфи COSCO Dalian Shipyard в Даляне

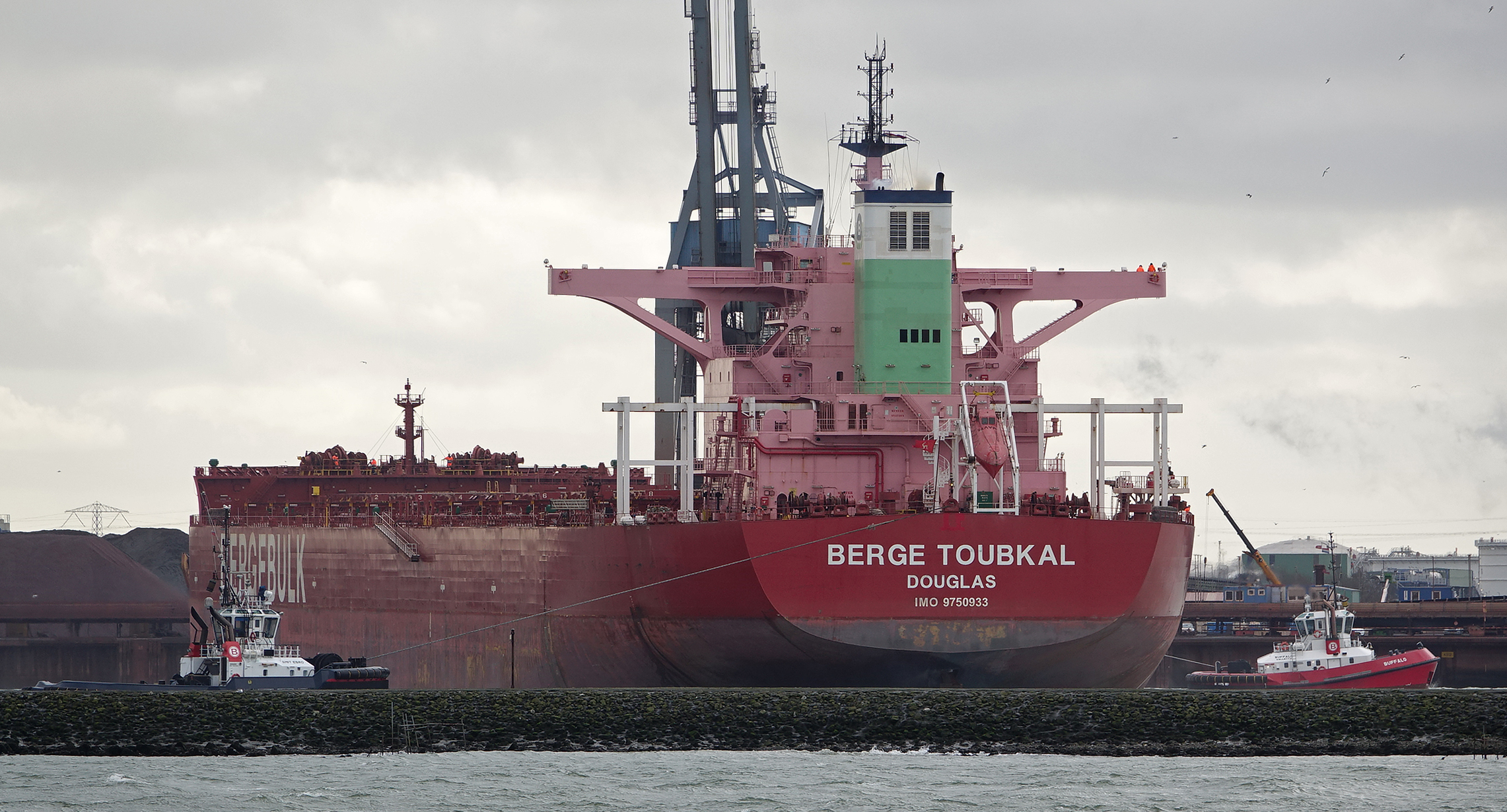
Балкер Berge Toubkal, построенный в 2017 году на верфи Bohai Shipbuilding Heavy Industry в Хулудао

В Китае строят практически все типы судов, FPSO и буровых платформ, многие из которых являются крупнейшими в мире, включая: 
- Нефтяные танкеры
- Газовые танкеры
- Химические танкеры
- Контейнеровозы
- Ролкеры
- Балкеры (в том числе зерновозы, рудовозы и цементовозы)
- Лесовозы
- Суда-рефрижераторы
- Суда для обслуживания буровых платформ
- Самоходные баржи
- Буксиры
- Пассажирские суда и паромы (в том числе круизные лайнеры)
- Буровые платформы
- Суда-трубоукладчики
- Суда-кабелеукладчики
- Суда для проведения дноуглубительных работ
- Суда для забивки свай
- Рыболовные суда
- Научно-исследовательские суда
- Ледоколы
- Батискафы
- Авианосцы
- Подводные лодки

Китайские верфи оснащают суда всеми типами двигателей — дизельными, газотурбинными и электрическими, а также комбинированными (в том числе на сжиженном природном газе, водородном топливе и метаноле).

## Региональная структура
Крупнейшим судостроительным регионом страны является Восточный Китай, в состав которого входят Шаньдун, Цзянсу, Шанхай, Чжэцзян и Фуцзянь. За ним следует Южный Китай, в состав которого входят Гуандун, Хайнань, Гуанси-Чжуанский автономный район и Гонконг. Замыкает тройку Северо-Восточный Китай, в состав которого входит Ляонин.

### Восточный Китай

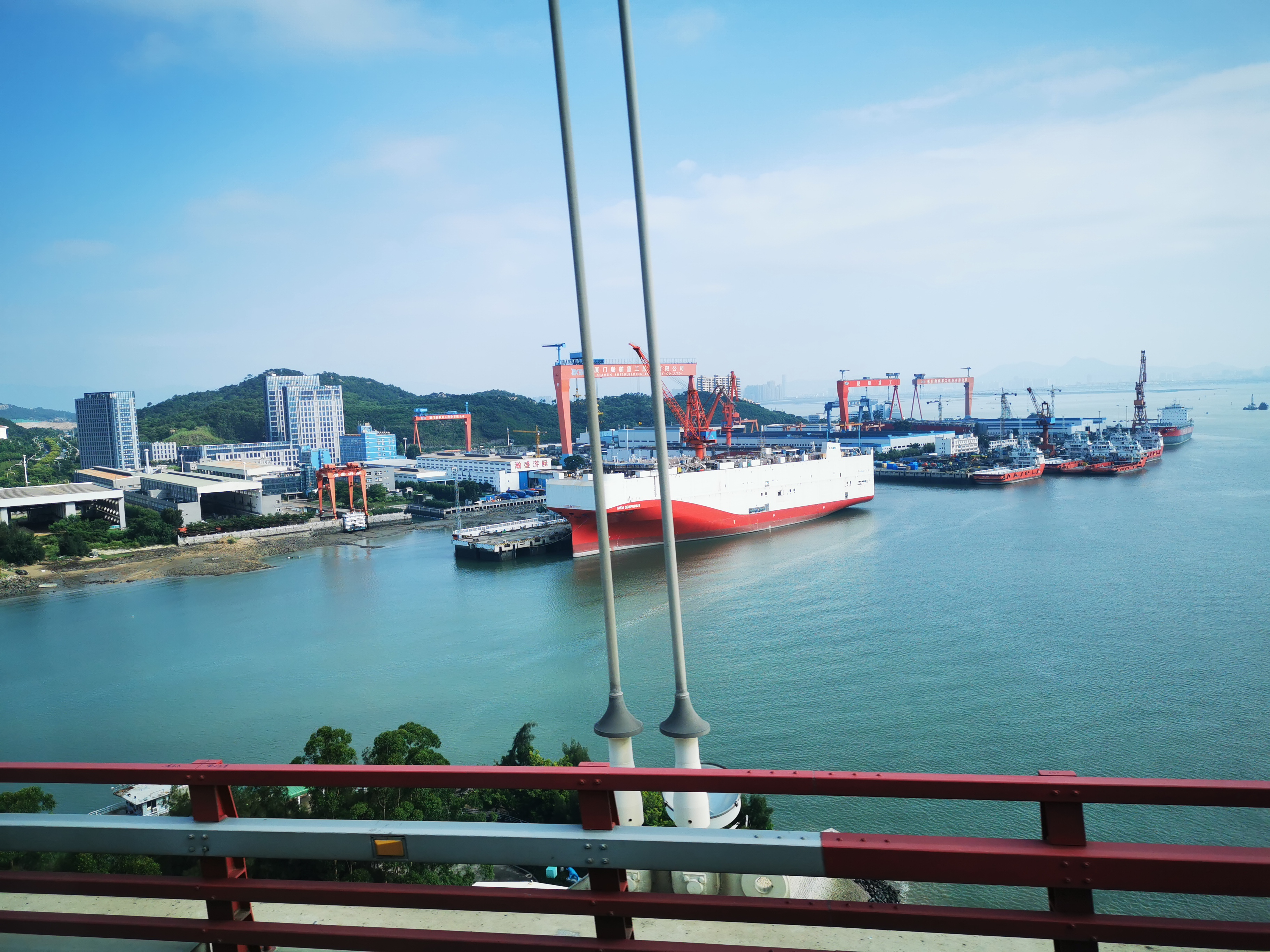
Судоверфь Xiamen Shipbuilding Industry в Сямыне

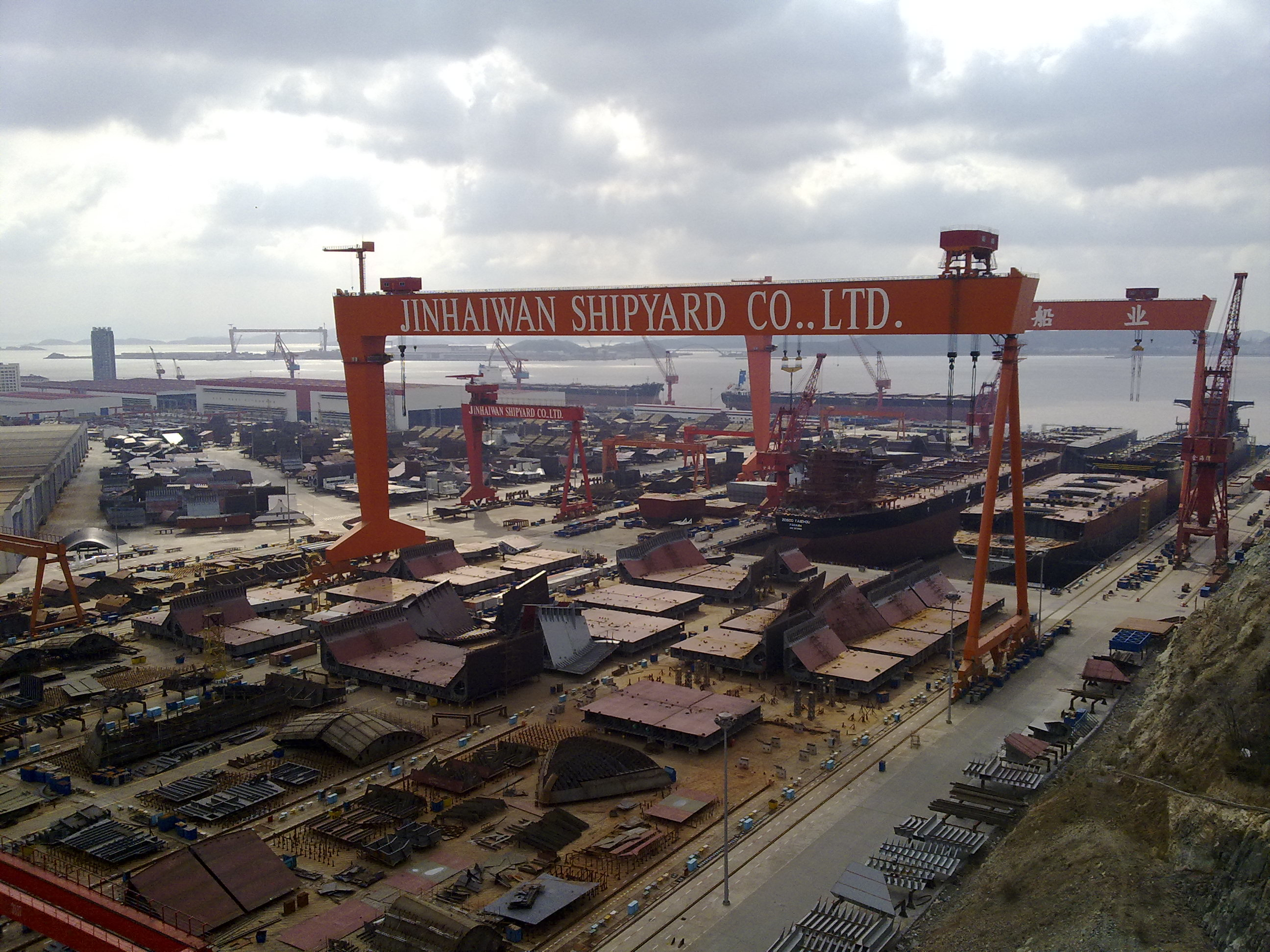
Судоверфь Jinhaiwan Shipyard в Чжоушане

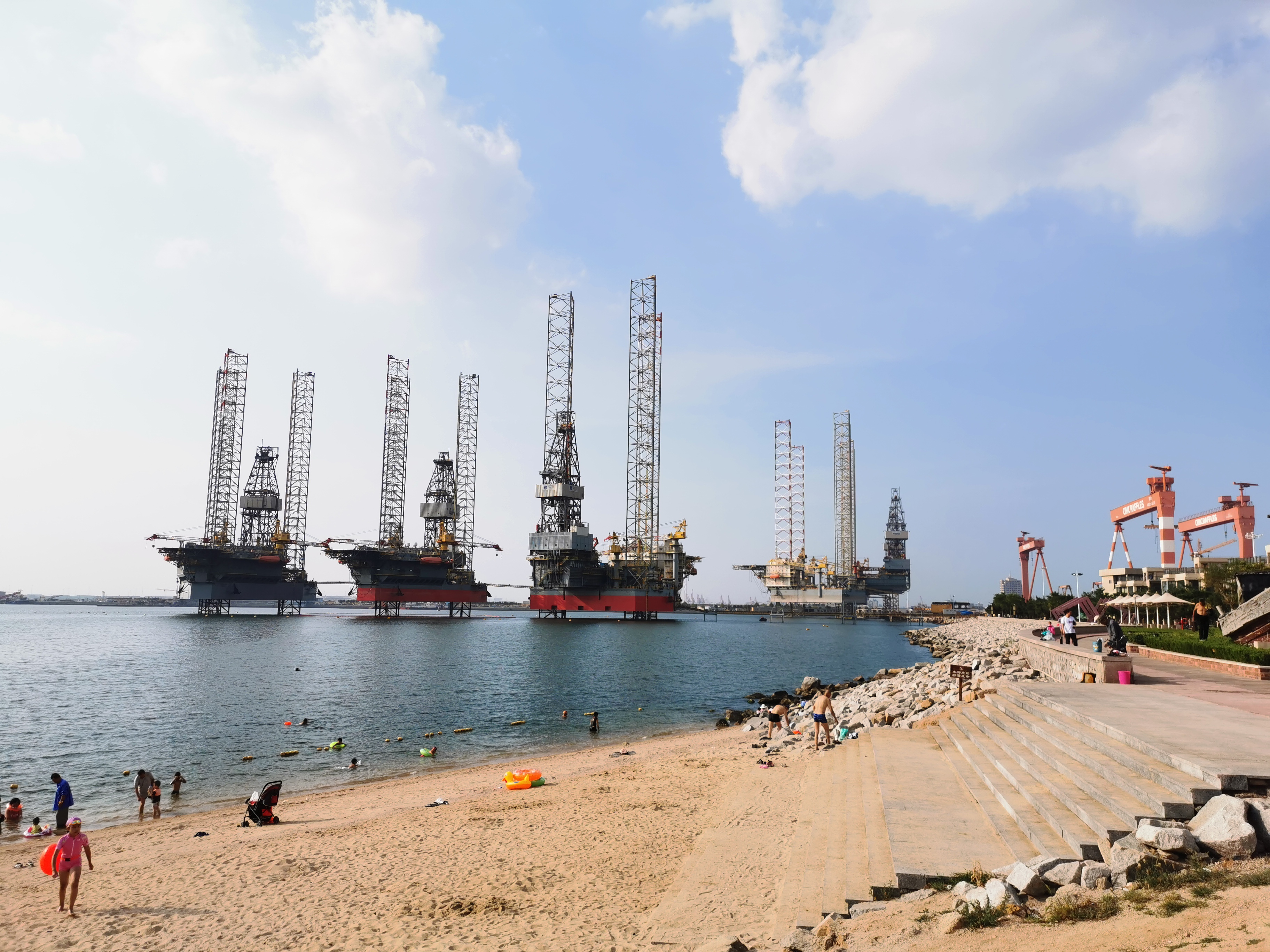
Судоверфь CIMC Raffles Offshore в Лункоу

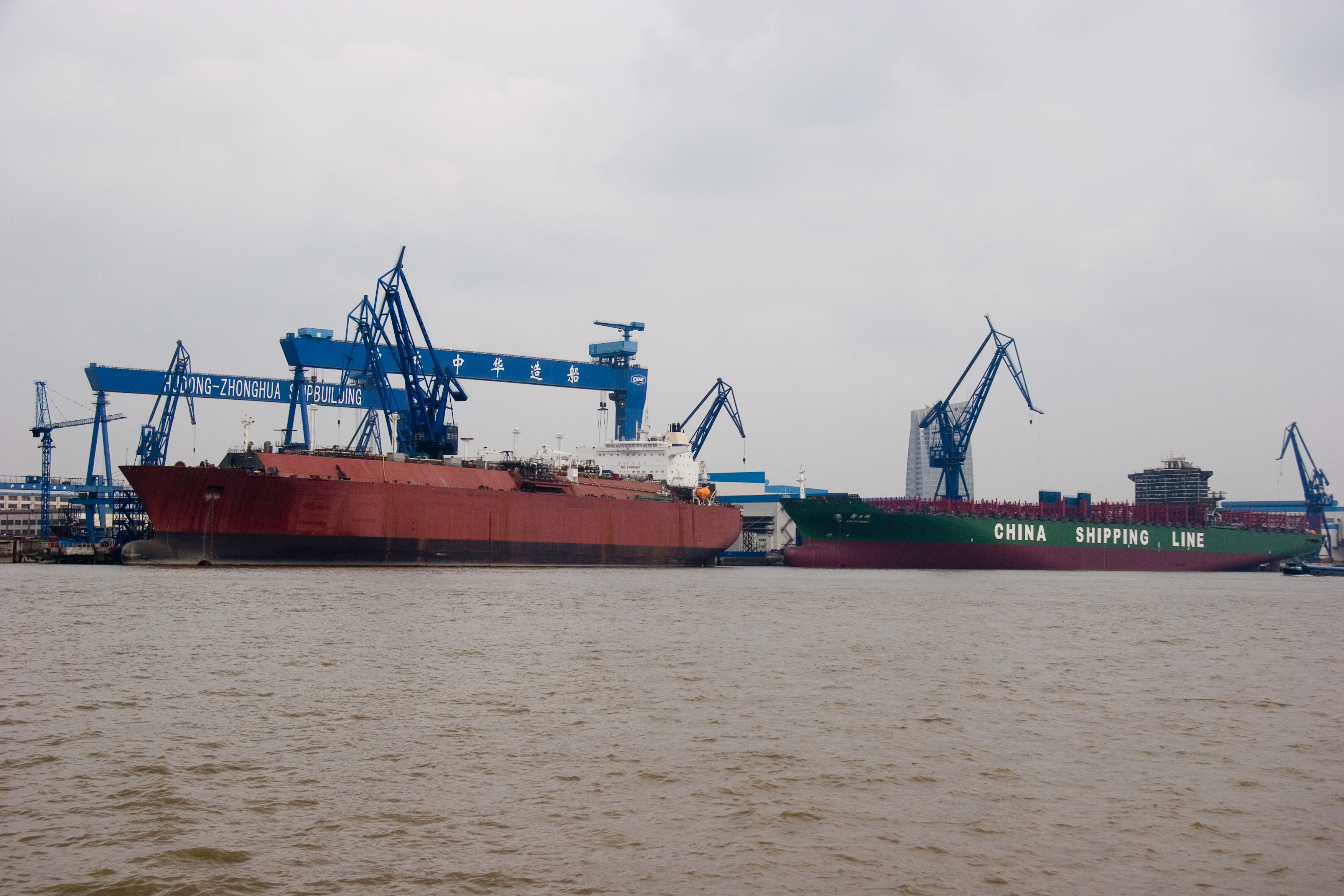
Судоверфь Hudong–Zhonghua Shipbuilding в Шанхае

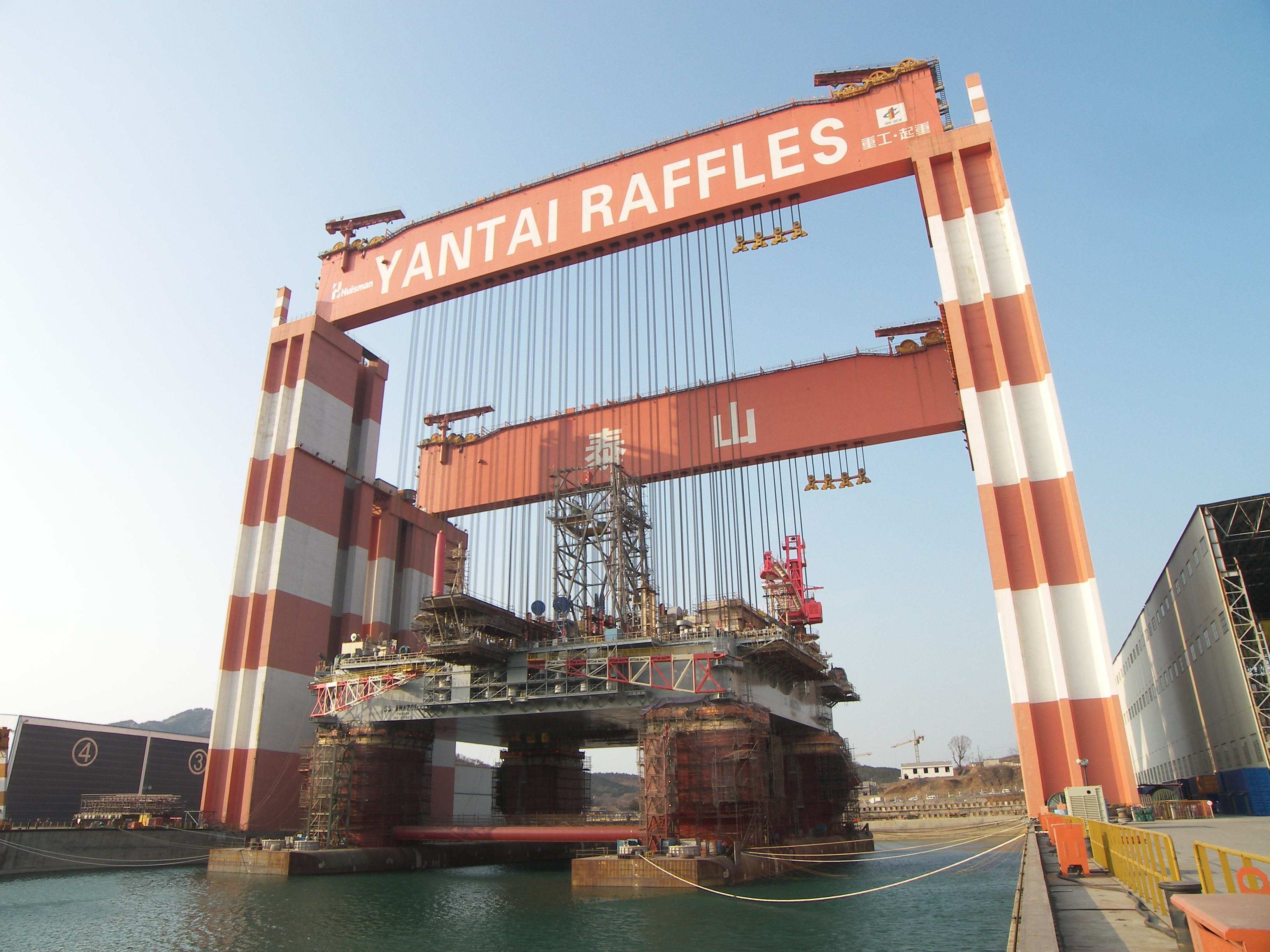
Судоверфь CIMC Raffles Offshore в Яньтае

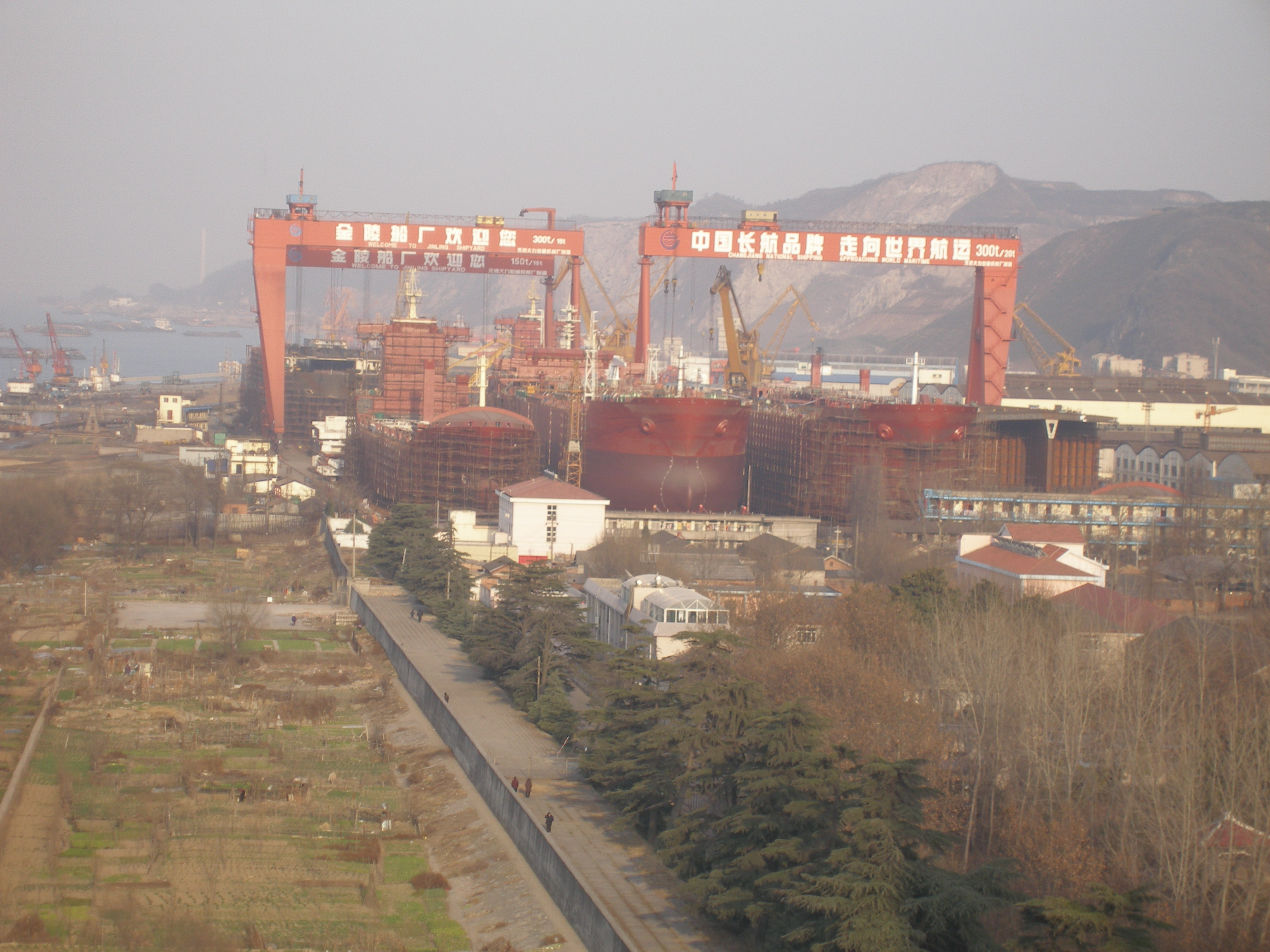
Судоверфь Jinling Shipyard в Нанкине

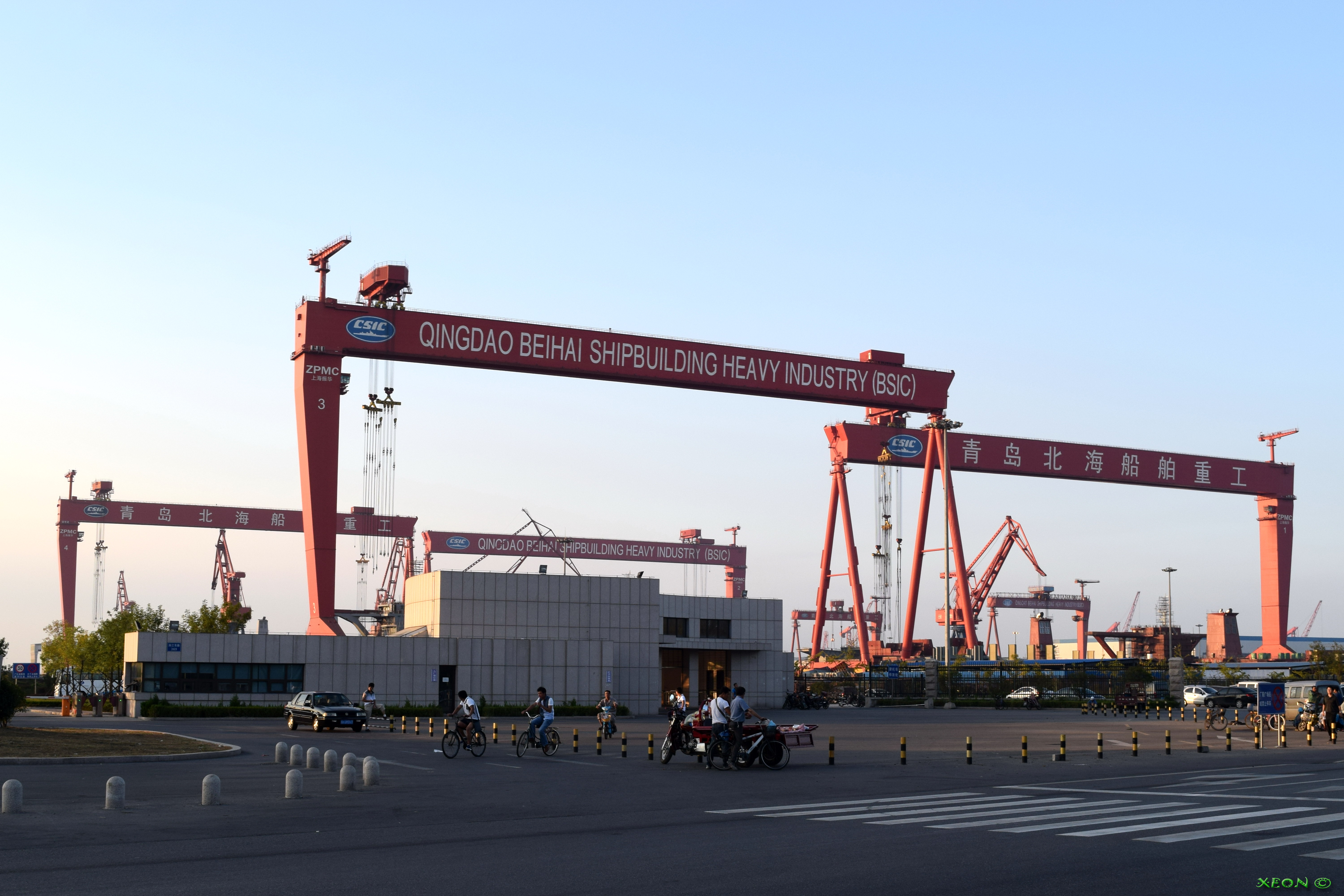
Судоверфь Qingdao Beihai Shipbuilding Heavy Industry в Циндао

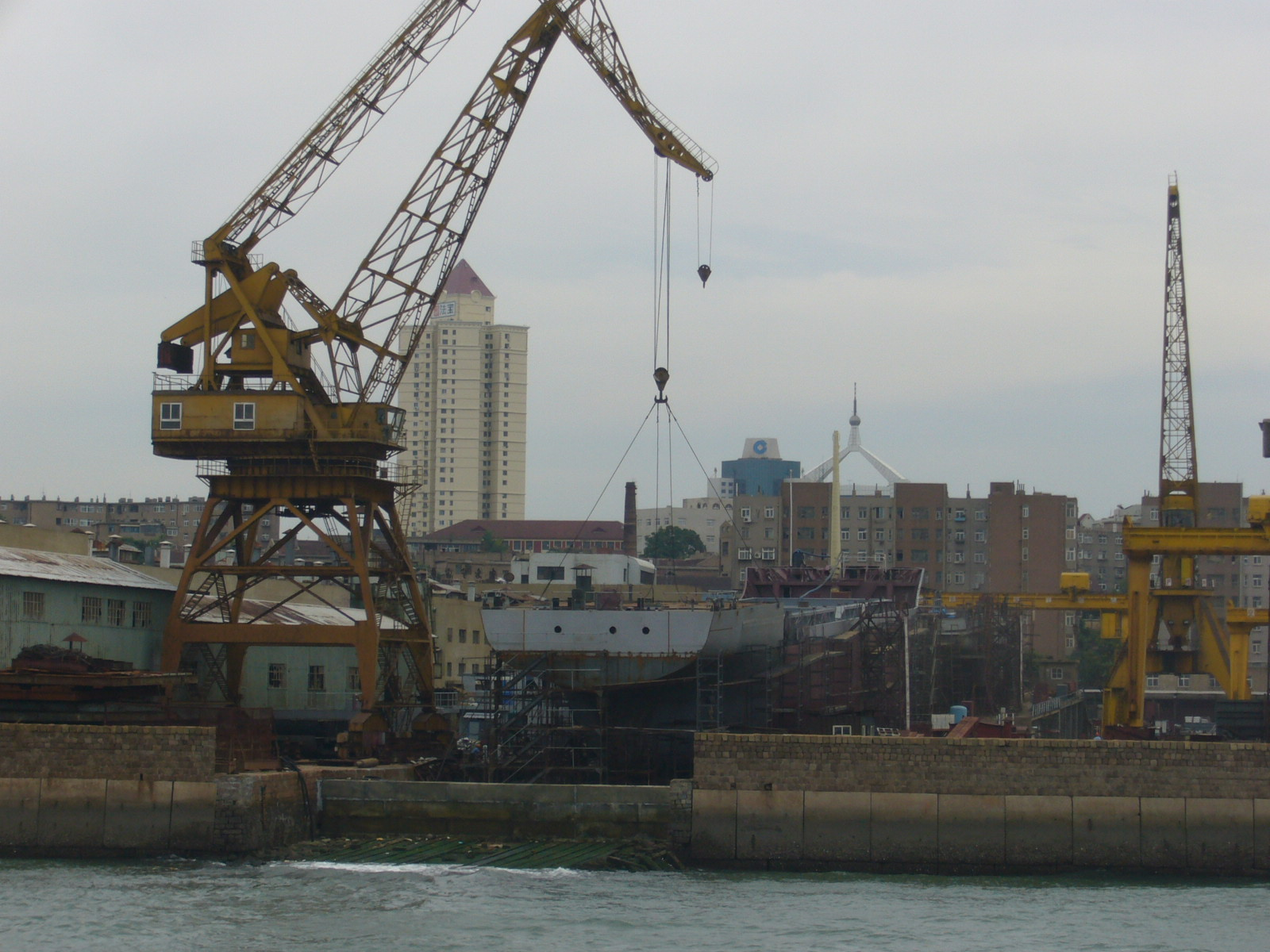
Судоверфь Qingdao Shipyard в Циндао

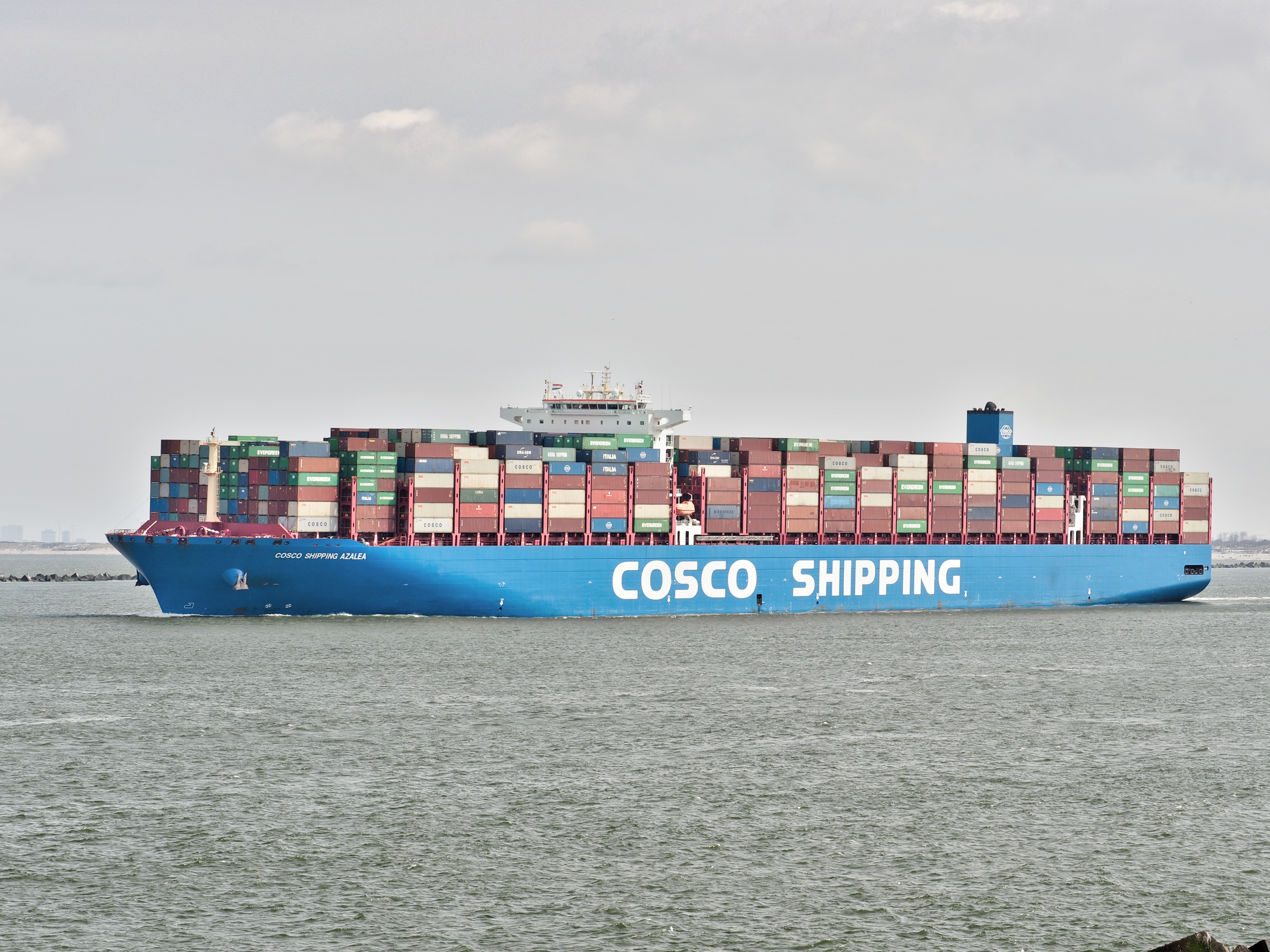
Контейнеровоз COSCO Shipping Azalea, построенный в 2019 году на верфи Hudong–Zhonghua в Шанхае

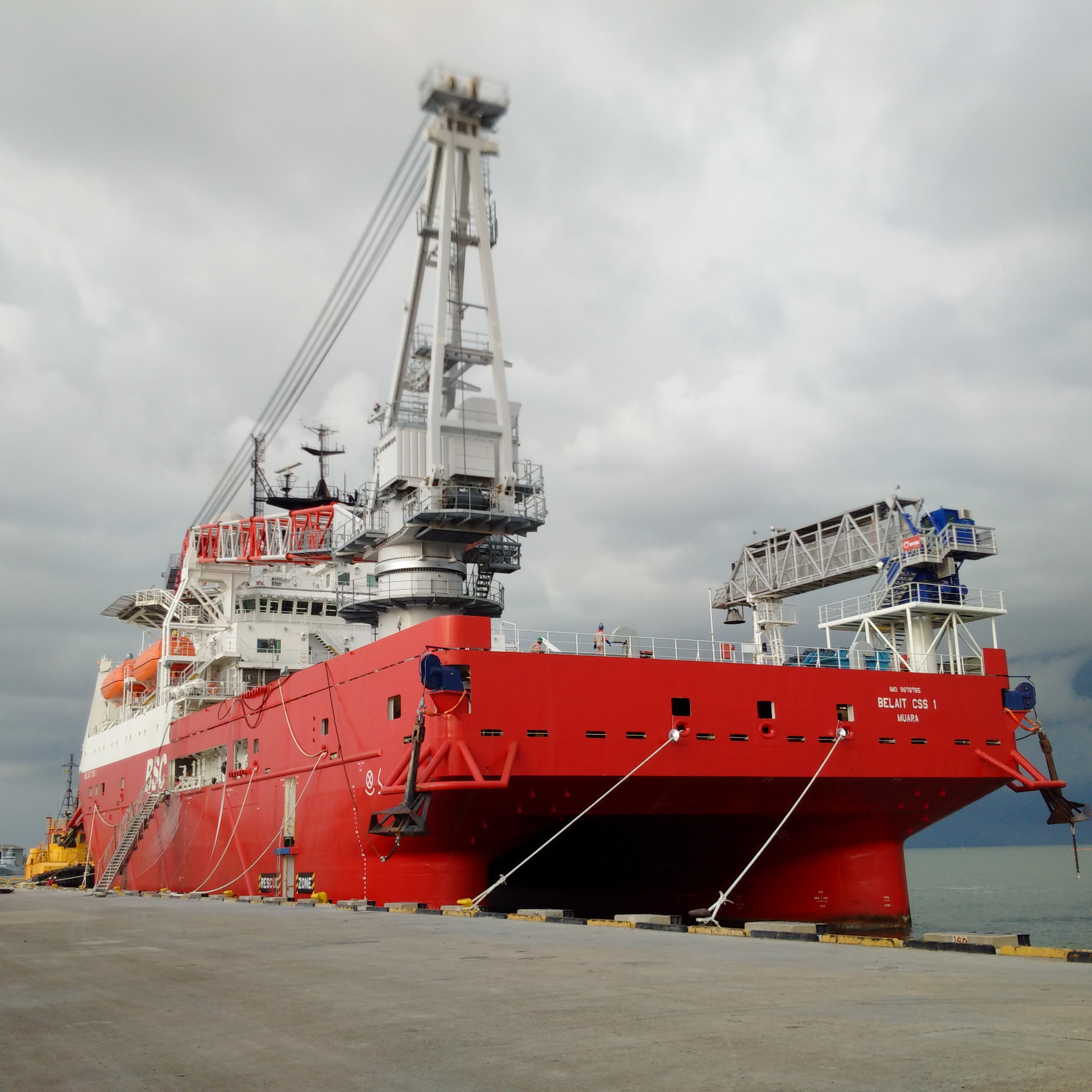
Платформа Belait CSS 1, построенная в 2014 году на верфи Fujian Mawei в Фучжоу

Крупнейшими судостроительными центрами Восточного Китая являются Шанхай, Чжоушань, Нинбо, Наньтун, Сучжоу, Тайчжоу, Уси, Чжэньцзян, Нанкин, Циндао, Яньтай, Вэйхай, Фучжоу и Сямынь. В 2023 году объём экспорта судов из Шанхая составил 44,5 млрд юаней, что на 48,8 % больше, чем в 2022 году.

#### Шанхай
- Hudong–Zhonghua Shipbuilding Group (Шанхай) — основана в 2001 году; входит в состав China State Shipbuilding Corporation; производит военные корабли, газовые, химические и нефтяные танкеры, контейнеровозы, ролкеры, сухогрузы, суда для обслуживания платформ, пассажирские суда[36][37][38][39].
- Shanghai Waigaoqiao Shipbuilding (Шанхай) — основана в 1999 году; совместное предприятие China State Shipbuilding Corporation, Shanghai Bao Steel Group, Shanghai Electric Group и China Shipbuilding Trading; производит нефтяные, газовые и химические танкеры, балкеры, контейнеровозы, круизные лайнеры и буровые платформы[40][41][42][43][44].
- Jiangnan Shipyard Group — основана в 1865 году; входит в состав China State Shipbuilding Corporation; производит и ремонтирует военные корабли, газовые и нефтяные танкеры, ролкеры, балкеры, контейнеровозы, научно-исследовательские суда и ледоколы[45].
- Shanghai Zhenhua Heavy Industries Company (Шанхай) — основана в 1992 году; входит в состав China Communications Construction Company (CCCC); производит плавучие краны, буровые платформы, трубоукладчики, суда для проведения дноуглубительных работ, суда для забивки свай, инженерные суда и суда для обслуживания платформ, а также различное портовое оборудование[46].
- Huarun Dadong Dockyard (Шанхай) — основана в 1994 году; совместное предприятие China Resources Investment Enterprises, Hudong–Zhonghua Shipbuilding Group, Shanghai Yatong и Shanghai Datong NGS Industries; ремонтирует нефтяные танкеры и буровые платформы.

#### Чжэцзян
- PaxOcean Engineering Zhoushan (Чжоушань) — основана в 2010 году; входит в состав сингапурской Kuok Group; производит буровые платформы и трубоукладчики, ремонтирует суда всех типов.
- COSCO Zhoushan Shipyard (Чжоушань) — основана в 2004 году; входит в состав COSCO Shipping Heavy Industry; производит и ремонтирует балкеры и нефтяные танкеры.
- Zhoushan Changhong International Shipyard (Чжоушань) — основана в 2010 году; входит в состав Jiangsu Xing Chang Jiang Group; производит и ремонтирует буровые платформы и суда для обслуживания платформ.
- Zhejiang Ouhua Shipbuilding (Чжоушань) — основана в 2004 году; входит в состав Jiangsu Xing Chang Jiang Group; производит контейнеровозы, балкеры и многоцелевые суда.
- Tsuneishi Zhoushan Shipbuilding (Чжоушань) — основана в 2003 году; входит в состав японской Tsuneishi Shipbuilding; производит балкеры, контейнеровозы, химические танкеры и буксиры.
- Zhoushan Xinya Shipyard (Чжоушань) — основана в 2002 году; ремонтирует суда всех типов.
- IMC Shipyard Zhoushan (Чжоушань) — основана в 2003 году; совместное предприятие сингапурской IMC Industrial Group и китайских Zhejiang Yongyue Shipping Group и Zhejiang Haizhongzhou Group; ремонтирует суда и судовые двигатели всех типов.
- Zhoushan Nanyang Star Shipbuilding (Чжоушань) — основана в 2011 году; входит в состав сингапурской группы Singa Star; ремонтирует сухогрузы, контейнеровозы, ролкеры и нефтяные танкеры.
- Yangfan Group (Чжоушань) — основана в 1952 году; входит в состав Beijing Jianlong Heavy Industry Group; производит ролкеры, контейнеровозы, балкеры, химические танкеры, многоцелевые, рыболовные, военные и инженерные суда.
- Ningbo Xinle Shipbuilding Group (Нинбо) — основана в 2006 году; производит химические и газовые танкеры, балкеры.
- Taizhou Maple Leaf Shipbuilding (Тайчжоу) — основана в 2005 году; производит балкеры, химические танкеры и контейнеровозы.
- Taizhou Haibin Shipbuilding & Repairing (Тайчжоу) — производит и ремонтирует балкеры и инженерные суда.

#### Цзянсу
- COSCO Nantong Shipyard (Наньтун) — входит в состав COSCO Shipping Heavy Industry; производит и ремонтирует буровые платформы, суда для установки ветряных турбин, танкеры и баржи.
- Nantong COSCO KHI Ship Engineering (Наньтун) — основана в 1995 году; совместное предприятие китайской COSCO Shipping Heavy Industry и японской Kawasaki Heavy Industries; производит балкеры, нефтяные и газовые танкеры, контейнеровозы и ролкеры.
- Keppel Nantong Shipyard (Наньтун) — основана в 2007 году; входит в состав сингапурской группы Keppel Offshore & Marine; производит и ремонтирует буровые платформы, газовые танкеры и суда для обслуживания платформ, в том числе килекторы и буксиры.
- Nantong Xiangyu Shipbuilding & Offshore Engineering (Наньтун) — основана в 2016 году; совместное предприятие Xiamen Xiangyu Group, Nantong Tongbao Shipping и China Ocean Industry Group; производит контейнеровозы, ролкеры, химические и нефтяные танкеры, балкеры, многоцелевые суда и суда для обслуживания платформ.
- Qidong Fengshun Shipbuilding Heavy Industry (Наньтун) — основана в 2007 году; производит балкеры, газовые, нефтяные и химические танкеры, контейнеровозы и буровые платформы.
- Zhenhua Heavy Industries Qidong Marine Engineering (Наньтун) — входит в состав China Communications Construction Company (CCCC); производит балкеры, инженерные суда и буровые платформы.
- Jiangsu Hantong Ship Heavy Industry (Наньтун) — основана в 2005 году; входит в состав Jiangsu Hantong Group; производит буровые платформы, суда для обслуживания платформ и стальные конструкции.
- Jiangsu Yangzi-Mitsui Shipbuilding (Сучжоу) — основана в 2019 году; совместное предприятие китайской Yangzijiang Shipbuilding Group и японских Mitsui Engineering & Shipbuilding и Mitsui & Co.; производит балкеры, газовые и химические танкеры.
- Yangzijiang Shipbuilding Group (Тайчжоу) — основана в 2005 году; производит контейнеровозы, балкеры, рудовозы, нефтяные, газовые и химические танкеры, суда для обслуживания платформ.
- New Times Shipbuilding (Тайчжоу) — основана в 2004 году; производит и ремонтирует химические танкеры, балкеры, контейнеровозы и баржи.
- Taizhou Sanfu Ship Engineering (Тайчжоу) — основана в 1985 году; производит многоцелевые суда, химические танкеры, балкеры, контейнеровозы, суда для обслуживания платформ и баржи.
- Taizhou Kouan Shipbuilding (Тайчжоу) — производит многоцелевые суда, контейнеровозы, балкеры, пассажирские паромы, суда для обслуживания платформ, трубоукладчики, буксиры и баржи.
- Chengxi Shipyard Xinrong (Тайчжоу) — совместное предприятие China State Shipbuilding Corporation и гонконгской Brilliant Hero Industrial; ремонтирует суда для обслуживания платформ.
- Chengxi Shipyard (Уси) — основана в 1973 году; входит в состав China State Shipbuilding Corporation; производит и ремонтирует сухогрузы, а также производит стальные конструкции и энергетическое оборудование.
- Jiangsu New Hantong Ship Heavy Industry (Чжэньцзян) — основана в 2007 году; входит в состав Jiangsu Hantong Group; производит балкеры, буровые платформы и суда для установки ветряных турбин.
- CMHI Jinling Shipyard (Нанкин) — основана в 1952 году; входит в состав China Merchants Heavy Industry; производит ролкеры, нефтяные и химические танкеры, контейнеровозы, балкеры, многоцелевые суда, суда для обслуживания платформ, баржи и плавучие доки.
- New Dayang Shipbuilding (Янчжоу) — входит в состав Sumec Corporation; производит балкеры, газовые и нефтяные танкеры, контейнеровозы и суда для обслуживания платформ.
- COSCO Shipping Heavy Industry Yangzhou (Янчжоу) — входит в состав COSCO Shipping Heavy Industry; производит электрические контейнеровозы[47].

#### Шаньдун
- Qingdao Beihai Shipbuilding Heavy Industry (Циндао) — основана в 2001 году; входит в состав China State Shipbuilding Corporation; производит и ремонтирует нефтяные танкеры, контейнеровозы, балкеры, рудовозы и суда для обслуживания платформ.
- Qingdao Shipyard (Циндао) — основана в 1949 году; входит в состав государственной группы Qingdao Huatong; производит балкеры, суда для обслуживания платформ, пассажирские и военные суда.
- China Offshore Oil Engineering (Циндао) — входит в состав China National Offshore Oil Corporation; производит и ремонтирует нефтегазовые платформы[48][49].
- Yantai CIMC Raffles Offshore (Яньтай) — основана в 1977 году; входит в состав China International Marine Containers; производит буровые платформы.
- DSME Shandong (Яньтай) — основана в 2005 году; входит в состав корейской Daewoo Shipbuilding & Marine Engineering; производит газовые танкеры, контейнеровозы и буровые установки.
- Penglai Zhongbai Jinglu Ship Industry (Яньтай) — основана в 2006 году; производит балкеры, цементовозы, химические танкеры, рыболовные и пассажирские суда, суда для обслуживания платформ, корабли береговой охраны.
- Huanghai Shipbuilding (Вэйхай) — основана в 1944 году; производит и ремонтирует многоцелевые суда, ролкеры, контейнеровозы, балкеры, суда для обслуживания платформ и рыболовные суда.
- CMHI Weihai (Вэйхай) — входит в состав China Merchants Heavy Industry; производит ролкеры и пассажирские паромы.

#### Фуцзянь
- Fujian Southeast Shipbuilding (Фучжоу) — основана в 1956 году; входит в состав Fujian Shipbuilding Industry Group; производит суда для обслуживания платформ, буксиры, спасательные и рыболовные суда.
- Fujian Mawei Shipbuilding (Фучжоу) — основана в 2001 году; входит в состав Fujian Shipbuilding Industry Group; производит и ремонтирует буровые платформы, буксиры и суда для обслуживания платформ.
- Fujian Huadong Shipyard (Фучжоу) — основана в 2011 году; ремонтирует танкеры, контейнеровозы и сухогрузы.
- Xiamen Shipbuilding Industry (Сямынь) — основана в 1996 году; входит в состав Fujian Shipbuilding Industry Group; производит и ремонтирует ролкеры, газовые танкеры и инженерные баржи.

### Южный Китай

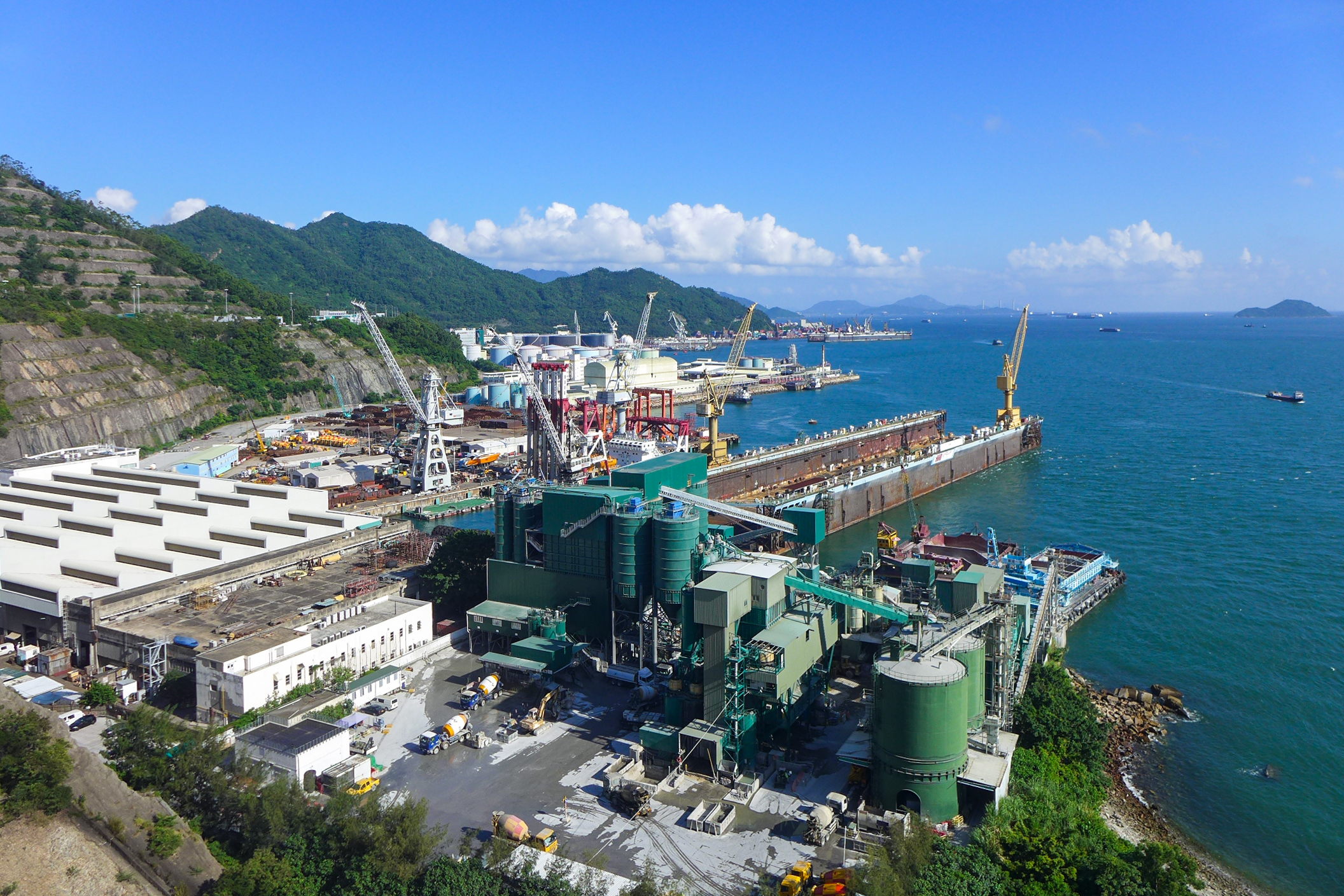
Судоверфь Hongkong United Dockyards в Гонконге

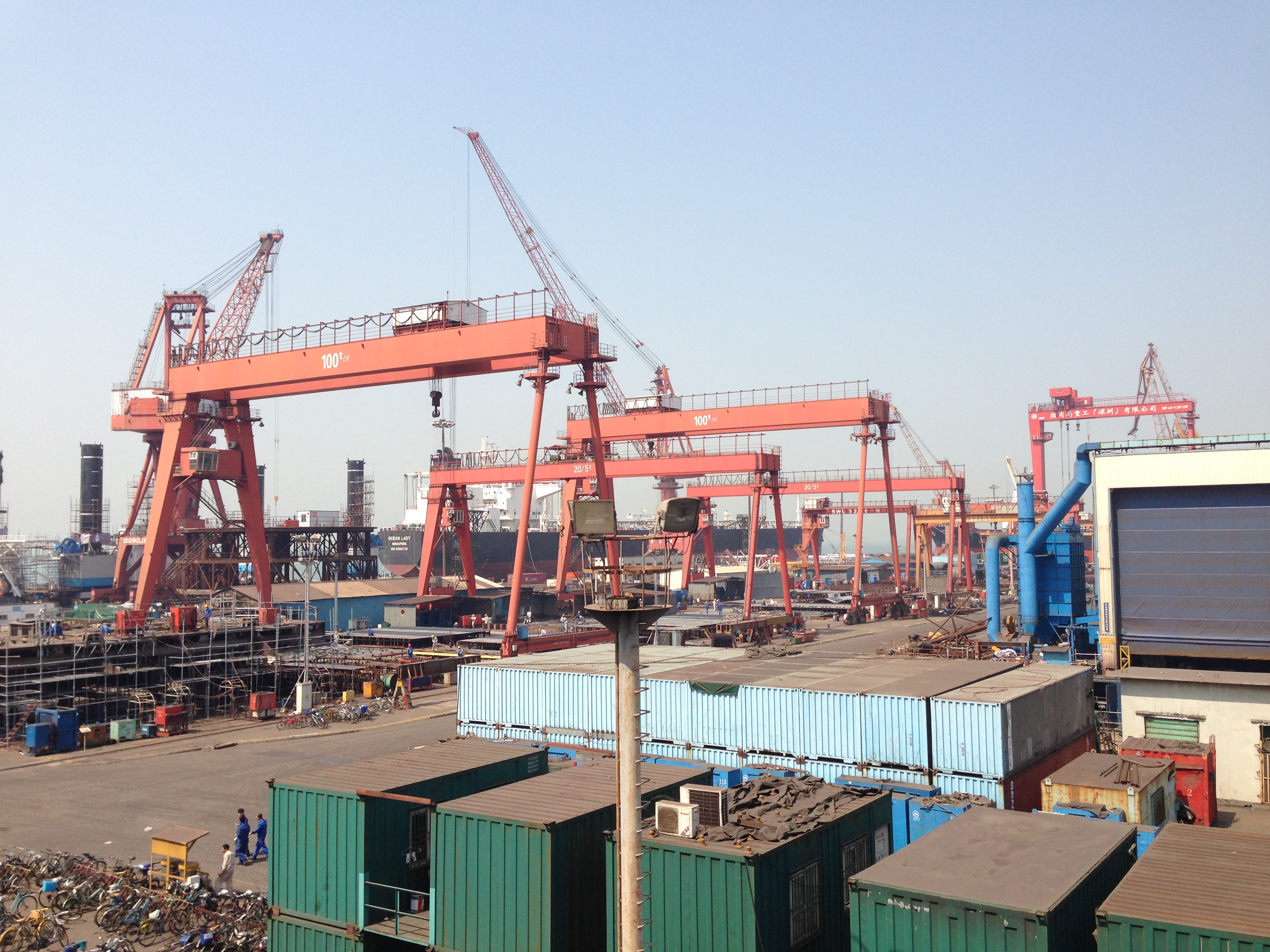
Судоверфь China Merchants Heavy Industry в Шэньчжэне

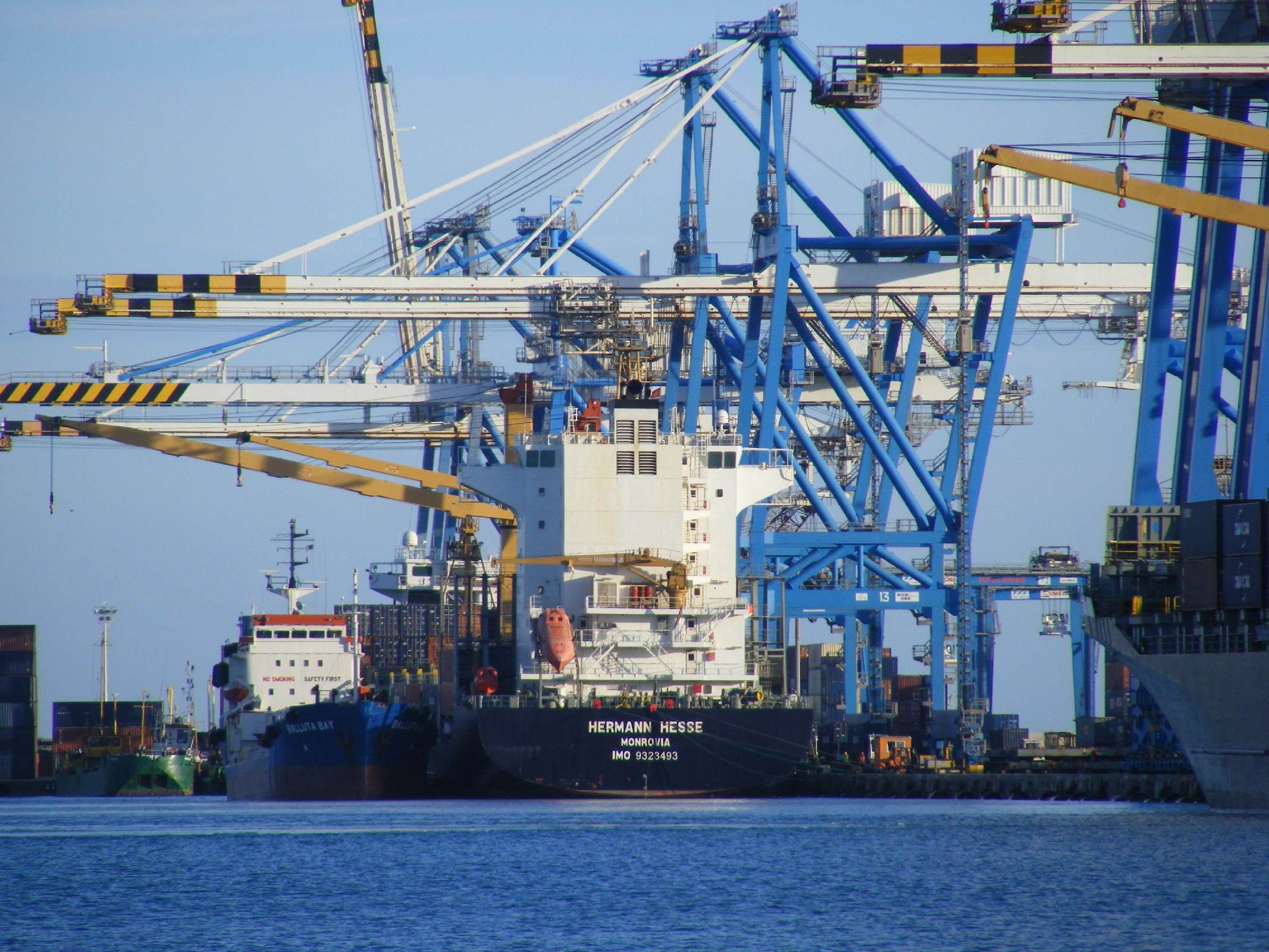
Контейнеровоз CMA CGM Hermann Hesse, построенный в 2007 году на верфи Guangzhou Wenchong Shipyard в Гуанчжоу

Крупнейшими судостроительными центрами Южного Китая являются Гуанчжоу, Дунгуань, Шэньчжэнь, Гонконг, Чжухай и Цзянмынь.
- Guangzhou Wenchong Shipyard (Гуанчжоу) — основана в 1955 году; входит в состав China State Shipbuilding Corporation; производит и ремонтирует контейнеровозы, суда для проведения дноуглубительных работ и различное портовое оборудование.
- Guangzhou Huangpu Shipyard (Гуанчжоу) — входит в состав China State Shipbuilding Corporation; производит военные корабли, инженерные суда, сухогрузы и морские контейнеры.
- CSSC Offshore & Marine Engineering (Гуанчжоу) — основана в 1993 году; входит в состав China State Shipbuilding Corporation; производит военные суда, нефтяные танкеры и пассажирские паромы.
- Chengxi Shipyard Guangzhou (Гуанчжоу) — входит в состав China State Shipbuilding Corporation; ремонтирует суда всех типов.
- Guangzhou Shipyard International (Гуанчжоу) — входит в состав China State Shipbuilding Corporation; производит ролкеры, грузопассажирские паромы и другие суда[50][51][52].
- Afai Southern Shipyard (Гуанчжоу) — основана в 1992 году; производит скоростные паромы, пассажирские и спасательные суда.
- Guangdong Yuexin Ocean Engineering (Гуанчжоу) — основана в 2000 году; производит суда для обслуживания платформ, буксиры и пожарные суда.
- COSCO Shipping Heavy Industry Guangzhou (Дунгуань) — основана в 1971 году; входит в состав COSCO Shipping Heavy Industry; производит и ремонтирует контейнеровозы, сухогрузы, суда для обслуживания платформ и пассажирские суда.
- CMHI Shenzhen (Шэньчжэнь) — основана в 2000 году; входит в состав China Merchants Heavy Industry; производит буровые платформы, трубоукладчики, суда для обслуживания платформ, буксиры, баржи, суда для проведения дноуглубительных работ, сейсморазведочные суда, портовые краны и стальные конструкции.
- Yiu Lian Dockyards Shekou (Шэньчжэнь) — основана в 1989 году; входит в состав China Merchants Heavy Industry; ремонтирует нефтяные и газовые танкеры, буровые платформы.
- PaxOcean Engineering Zhuhai (Чжухай) — основана в 2007 году; совместное предприятие сингапурской Kuok Group и китайской Guangdong Yuexin Ocean Engineering; производит суда для обслуживания платформ, в том числе килекторы и буксиры.
- Offshore Oil Engineering (Чжухай) — входит в состав China National Offshore Oil Corporation; производит и ремонтирует нефтегазовые платформы.
- Jiangmen Nanyang Ship Engineering (Цзянмынь) — основана в 2005 году; входит в состав группы China Chamber of Commerce for Import and Export of Machinery and Electronic Products (CCCME); производит балкеры, лесовозы и нефтяные танкеры.
- Hongkong United Dockyards (Гонконг) — основана в 1973 году; совместное предприятие CK Hutchison Holdings и Swire Group; ремонтирует баржи, спасательные суда и буксиры.
- Yiu Lian Dockyards Hong Kong (Гонконг) — основана в 1964 году; входит в состав China Merchants Heavy Industry; ремонтирует суда всех типов и буровые платформы.

### Северо-Восточный Китай

Судоверфь Dalian Shipbuilding Industry в Даляне

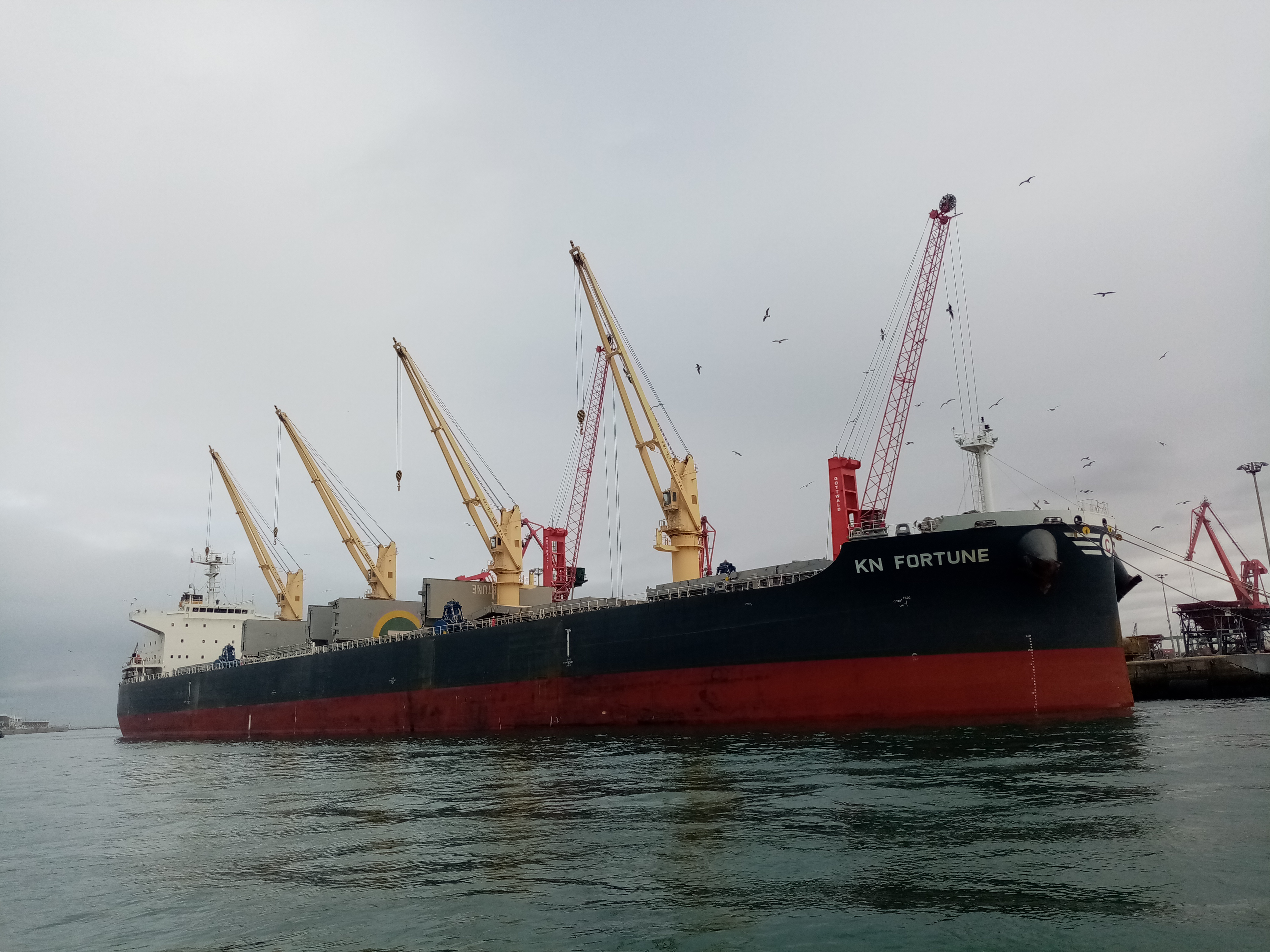
Балкер KN Fortune, построенный в 2020 году на верфи Dalian COSCO KHI в Даляне

Крупнейшим судостроительным центром Северо-Восточного Китая является Далянь.
- Dalian Shipbuilding Industry (Далянь) — основана в 1898 году; входит в состав China State Shipbuilding Corporation; производит и ремонтирует военные корабли и подводные лодки, нефтяные и газовые танкеры, сухогрузы, контейнеровозы, суда для обслуживания платформ, рыболовные суда, буровые платформы, различное оборудование для судов, платформ и кранов[54][55][56][57][58].
- Dalian COSCO Shipping Heavy Industry (Далянь) — основана в 1992 году; входит в состав COSCO Shipping Heavy Industry; производит и ремонтирует контейнеровозы, балкеры, ролкеры, нефтяные и газовые танкеры, суда для перевозки целлюлозы[59].
- Dalian COSCO KHI Ship Engineering (Далянь) — основана в 2007 году; совместное предприятие китайской COSCO Shipping Heavy Industry и японской Kawasaki Heavy Industries; производит нефтяные и газовые танкеры, контейнеровозы, ролкеры и балкеры[60].
- Bohai Shipbuilding Heavy Industry (Хулудао) — основана в 2001 году; входит в состав China State Shipbuilding Corporation; производит и ремонтирует военные суда, подводные лодки, балкеры, нефтяные и газовые танкеры, а также производит стальные конструкции.

### Северный Китай

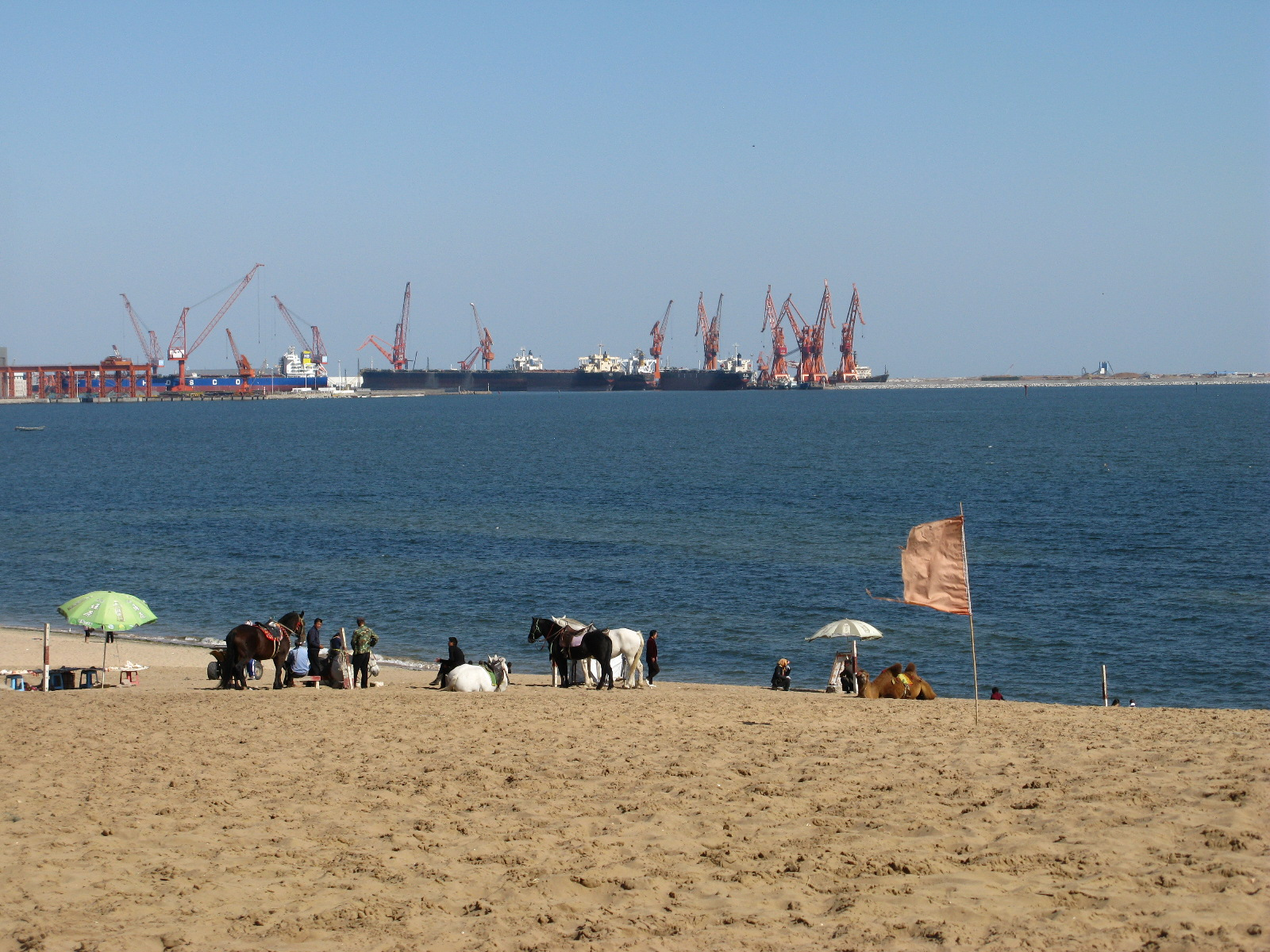
Судоверфь Shanhaiguan Shipbuilding в Циньхуандао

Крупнейшими судостроительными центрами Северного Китая являются Циньхуандао и Тяньцзинь.
- Shanhaiguan Shipbuilding Industrial (Циньхуандао) — основана в 1972 году; входит в состав China State Shipbuilding Corporation; производит баржи, суда для установки ветряных турбин, контейнеровозы, сухогрузы, нефтяные и химические танкеры, плавучие доки, ремонтирует буровые платформы, плавучие краны и суда всех типов.
- Tianjin Xingang Shipbuilding Heavy Industry (Тяньцзинь) — основана в 1940 году; входит в состав China State Shipbuilding Corporation; производит и ремонтирует многоцелевые суда, контейнеровозы, сухогрузы, круизные лайнеры, различное промышленное оборудование и стальные конструкции.
- Offshore Oil Engineering (Тяньцзинь) — входит в состав China National Offshore Oil Corporation; производит и ремонтирует нефтегазовые платформы[62].
- Tianjin Dredging (Тяньцзинь) — производит электрические дноуглубительные земснаряды[63].

### Внутренние районы

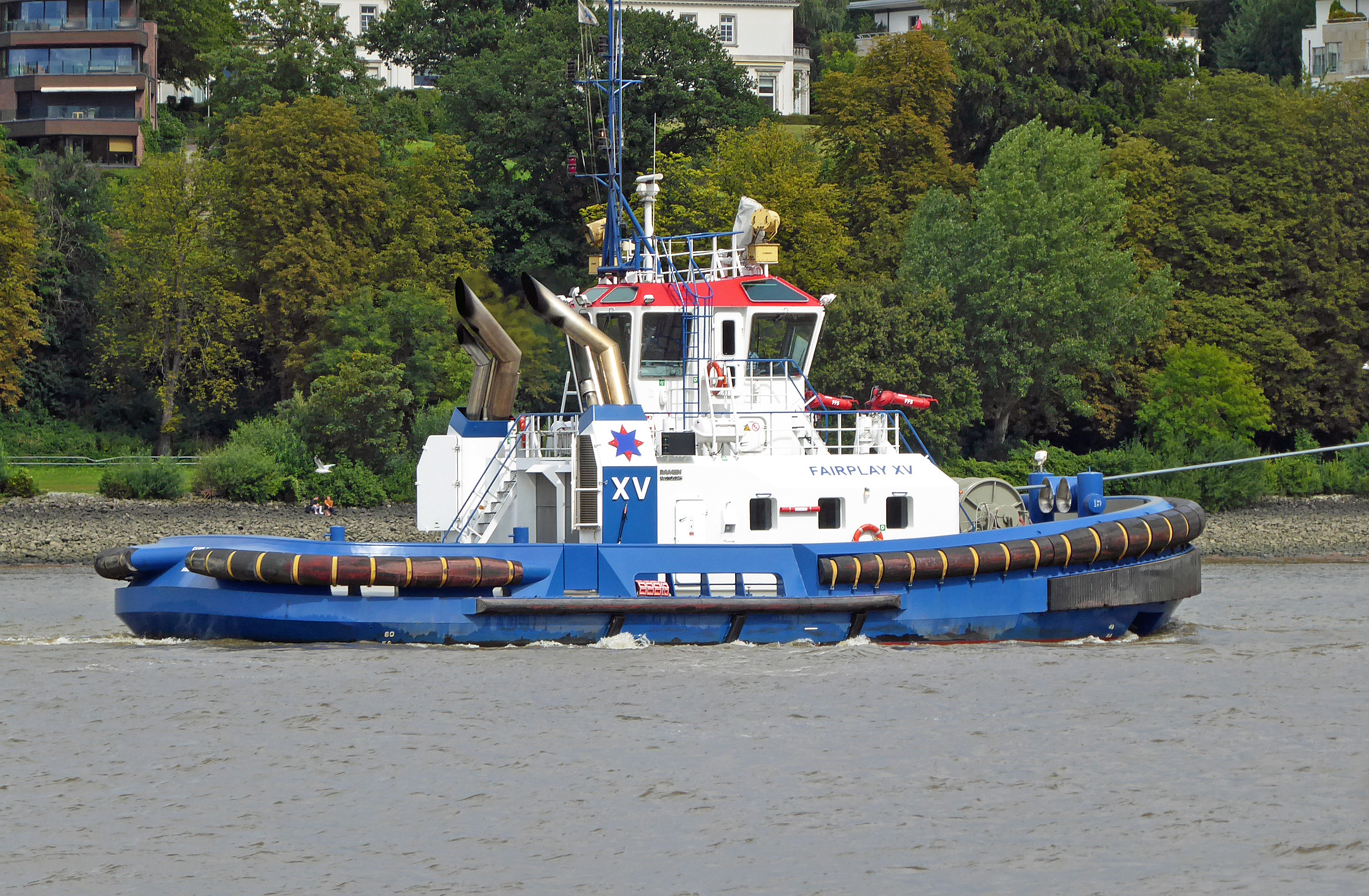
Буксир, произведённый в 2019 году на верфи Damen Shipyards в Чандэ

Крупнейшими судостроительными центрами во внутренних районах Китая являются Ухань, Ичан, Чандэ и Чунцин, расположенные на берегах крупных рек.
- Wuchang Shipbuilding Industry Group (Ухань) — основана в 1934 году; входит в состав China State Shipbuilding Corporation; производит военные суда (патрульные и поисково-спасательные), атомные подводные лодки, балкеры, рудовозы, вспомогательные и инженерные суда, яхты, стальные конструкции и энергетическое оборудование[64].
- China Shipbuilding and Offshore International / CSOC (Ухань) — производит и ремонтирует дизельные подводные лодки[65].
- Chongqing Chuandong Shipbuilding Industry (Чунцин) — основана в 1966 году; входит в состав China State Shipbuilding Corporation; производит химические танкеры и балкеры.
- Damen Shipyards Changde (Чандэ) — основана в 1951 году; входит в состав нидерландской Damen Shipyards Group; производит буксиры, пассажирские суда, вспомогательные катера и суда для проведения дноуглубительных работ.
- Damen Yichang Shipyard (Ичан) — основана в 1998 году; входит в состав нидерландской Damen Shipyards Group; производит балкеры и баржи.
- Jiangxi Jiangzhou Union Shipbuilding (Цзюцзян) — входит в состав гонконгской China Ocean Industry Group; производит химические танкеры и многоцелевые суда.
- Wuhu Shipyard (Уху) — основана в 1900 году; производит многоцелевые суда, балкеры, химические танкеры, ролкеры, ледокольные суда и суда для обслуживания буровых платформ.

## Производство двигателей
Крупнейшими производителями судовых двигателей и их компонентов являются CSSC Marine Diesel, Shanghai Hudong Marine Diesel, Henan Diesel Engine Industry, Weichai Holding Group, Harbin Electric Corporation, Shanghai Electric Group и Winterthur Gas & Diesel.

## Утилизация кораблей

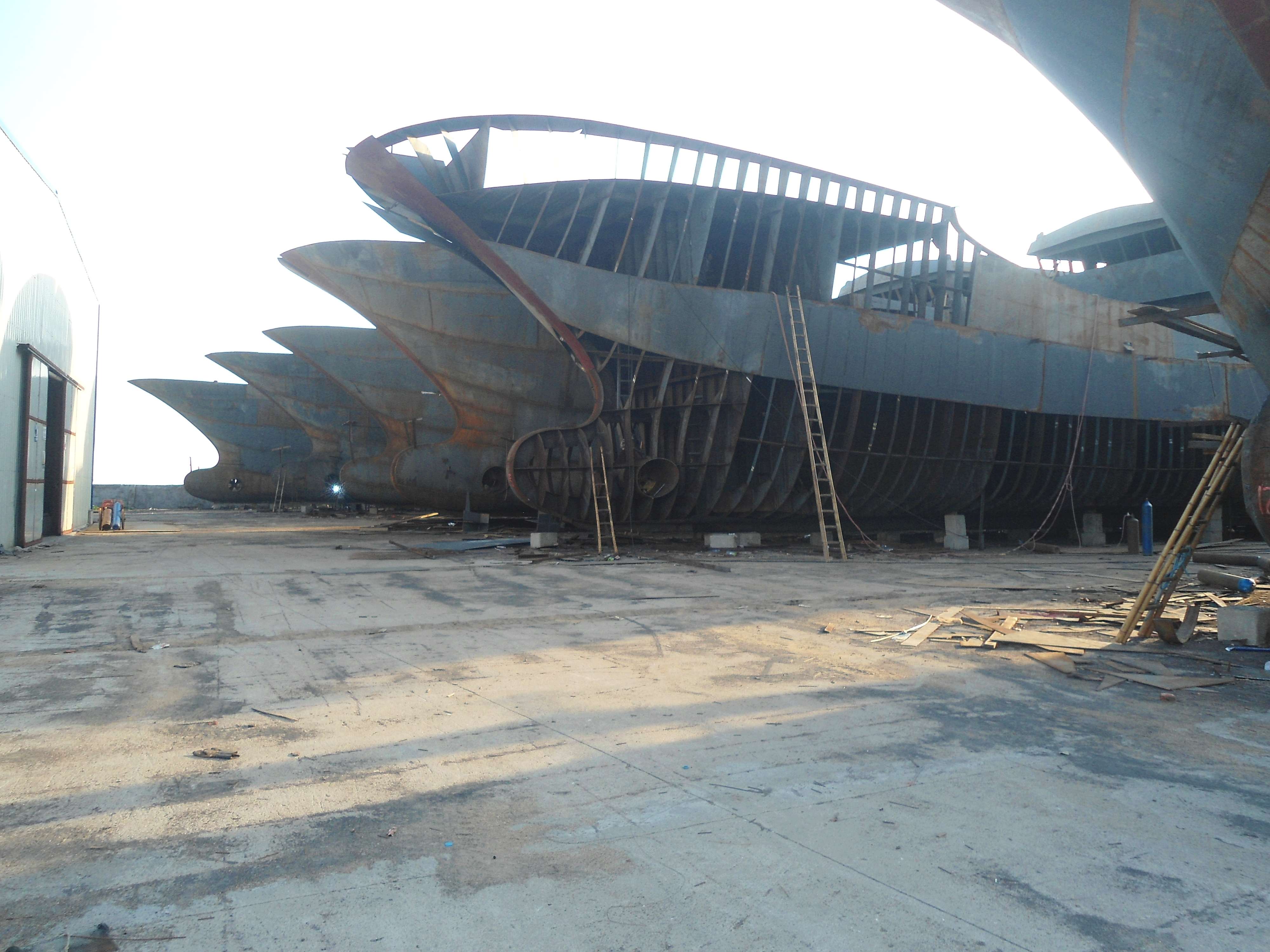
Демонтаж судов в Хайкоу

Крупнейшими компаниями по разборке и утилизации кораблей являются Dalian Shipbuilding Industry (Чансиндао), Jiangmen Zhongxin Shipbreaking & Steel (Цзянмынь), Xinhui Shuangshui Shipbreaking & Steel (Цзянмынь), Changjiang Shipbreaking Yard (Уси) и Tianjin Tianma Shipbreaking Work (Тяньцзинь).